# Continental AG

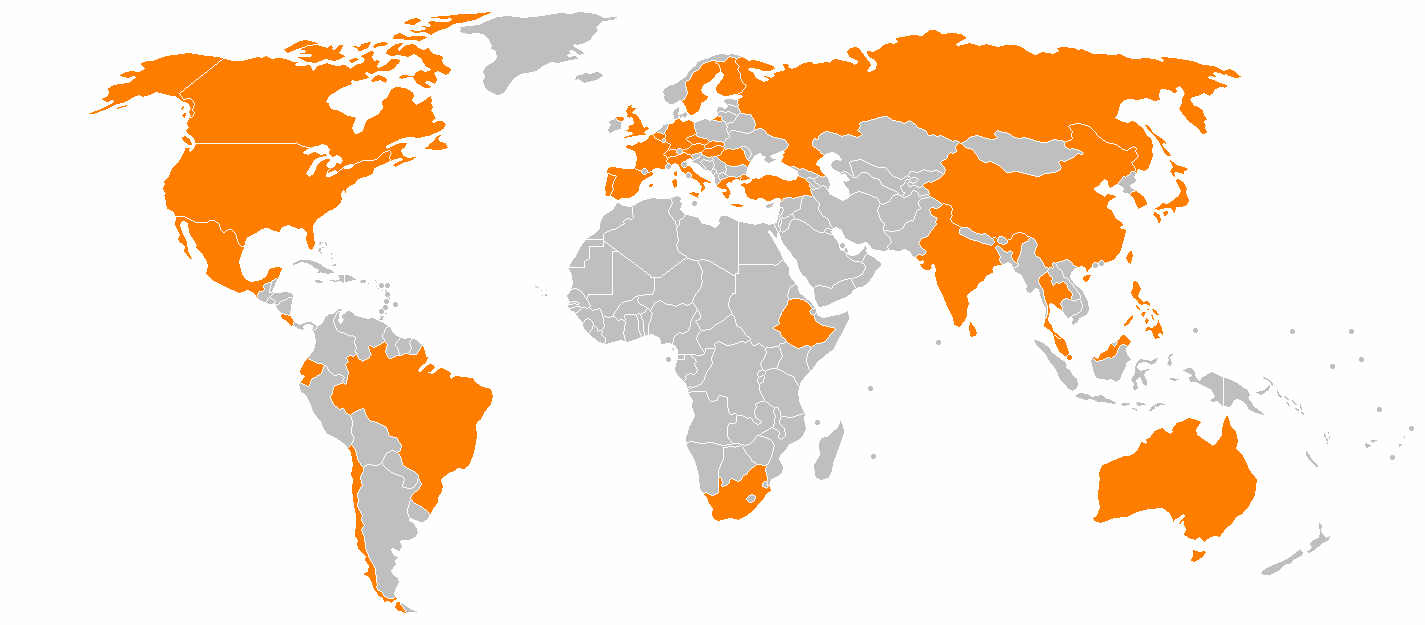
Länder mit Continental-AG-Werken weltweit

Die Continental AG (kurz Conti) ist ein börsennotierter deutscher Automobilzulieferer mit Sitz in Hannover. Das Unternehmen hat sich von einem reinen Reifenhersteller zu einem bedeutenden Automobilzulieferer entwickelt. Das Unternehmen besteht aus den vier Unternehmensbereichen Automotive, Tires, ContiTech und Contract Manufacturing. 
Die Schaeffler-Holding hält eine beherrschende Beteiligung von 46 Prozent an der Continental AG.

## Geschichte

### Gründung

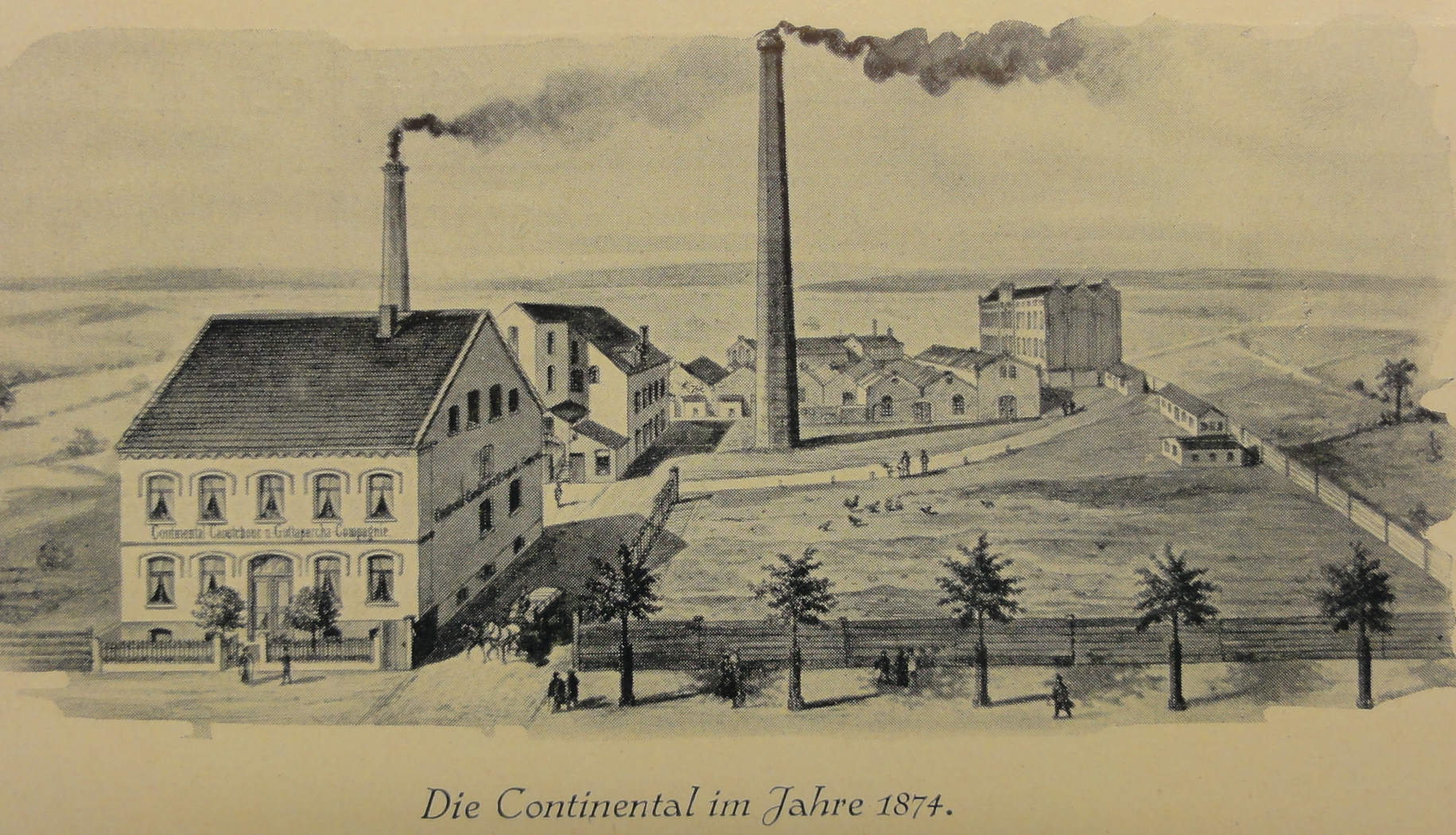
Gründungswerk der Continental-Caoutchouc- und Gutta-Percha Compagnie 1871

Keimzelle der heutigen Continental AG war die Konkursmasse des kleinen gummiverarbeitenden Unternehmens Neue Hannoversche Gummi-Warenfabrik, die 1869 vom Bankier Moritz Magnus für 18.500 Taler erworben wurde. Magnus gruppierte neun finanzkräftige Investoren und erfahrene Unternehmer als Gründungsgesellschafter der Continental-Caoutchouc- und Gutta-Percha Compagnie, die am 8. Oktober 1871 als Aktiengesellschaft mit einem Stammkapital von 300.000 Talern (entsprechend 900.000 Mark) gegründet wurde. Dazu gehörten die drei Gesellschafter des Unternehmens Hannoversche Gummikamm-Compagnie oHG. Sie verfügten über produktionstechnische Kenntnisse mit dem seinerzeit neuartigen Werkstoff und hielten 27 % der Anteile. Die Gründungsgesellschafter vereinbarten eine klare Trennung der Produktionsgebiete: Das neue Unternehmen sollte Weichgummiwaren produzieren, die bestehende Hannoversche Gummikamm-Compagnie oHG weiterhin die angestammten Hartgummiwaren. Diese Vereinbarung hielt rund zwei Jahrzehnte.

### Weichgummi- und Reifenproduktion 1871–1914

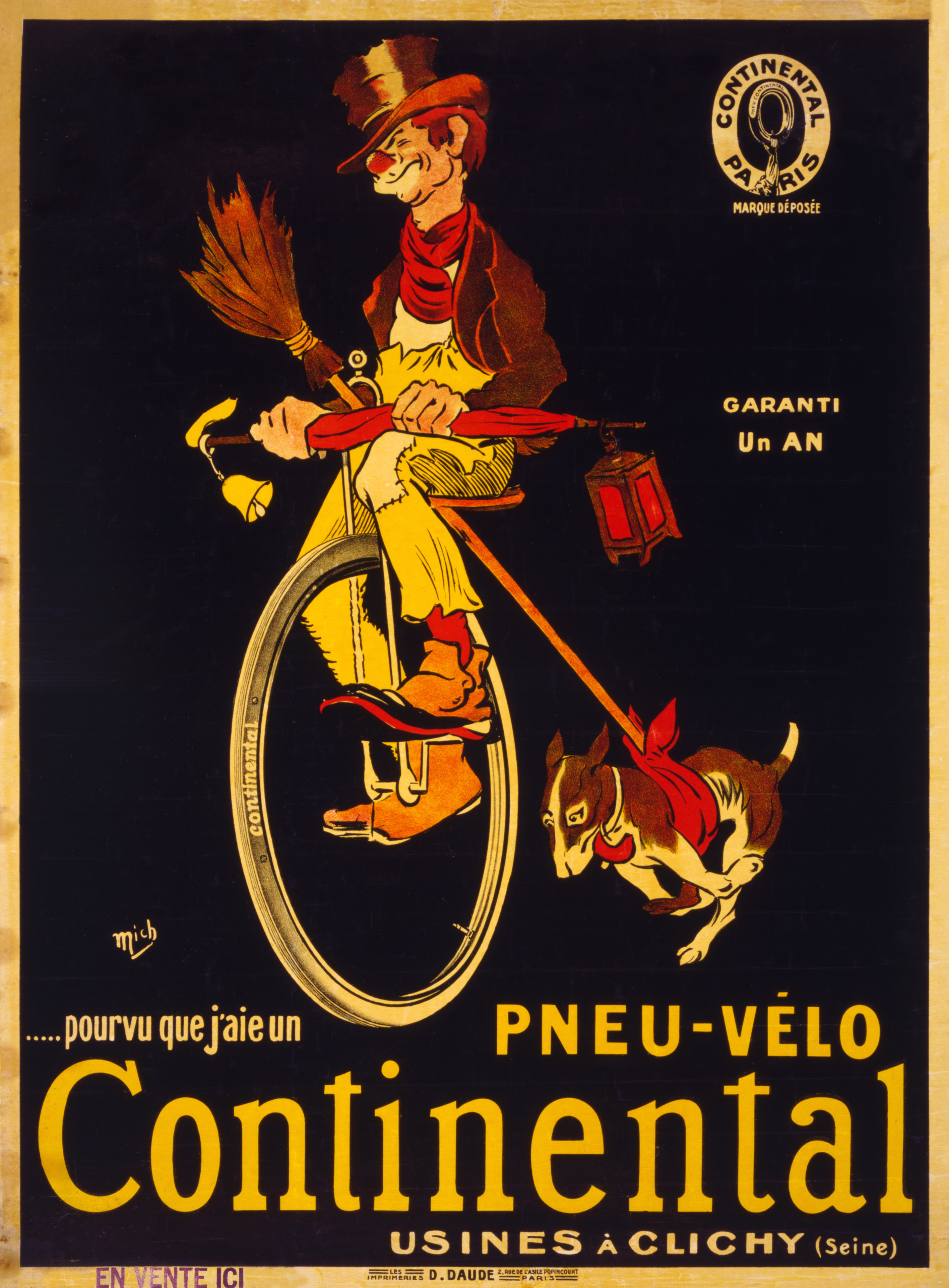
Frühe (Hochrad-)Reifenwerbung der Continental, um 1900

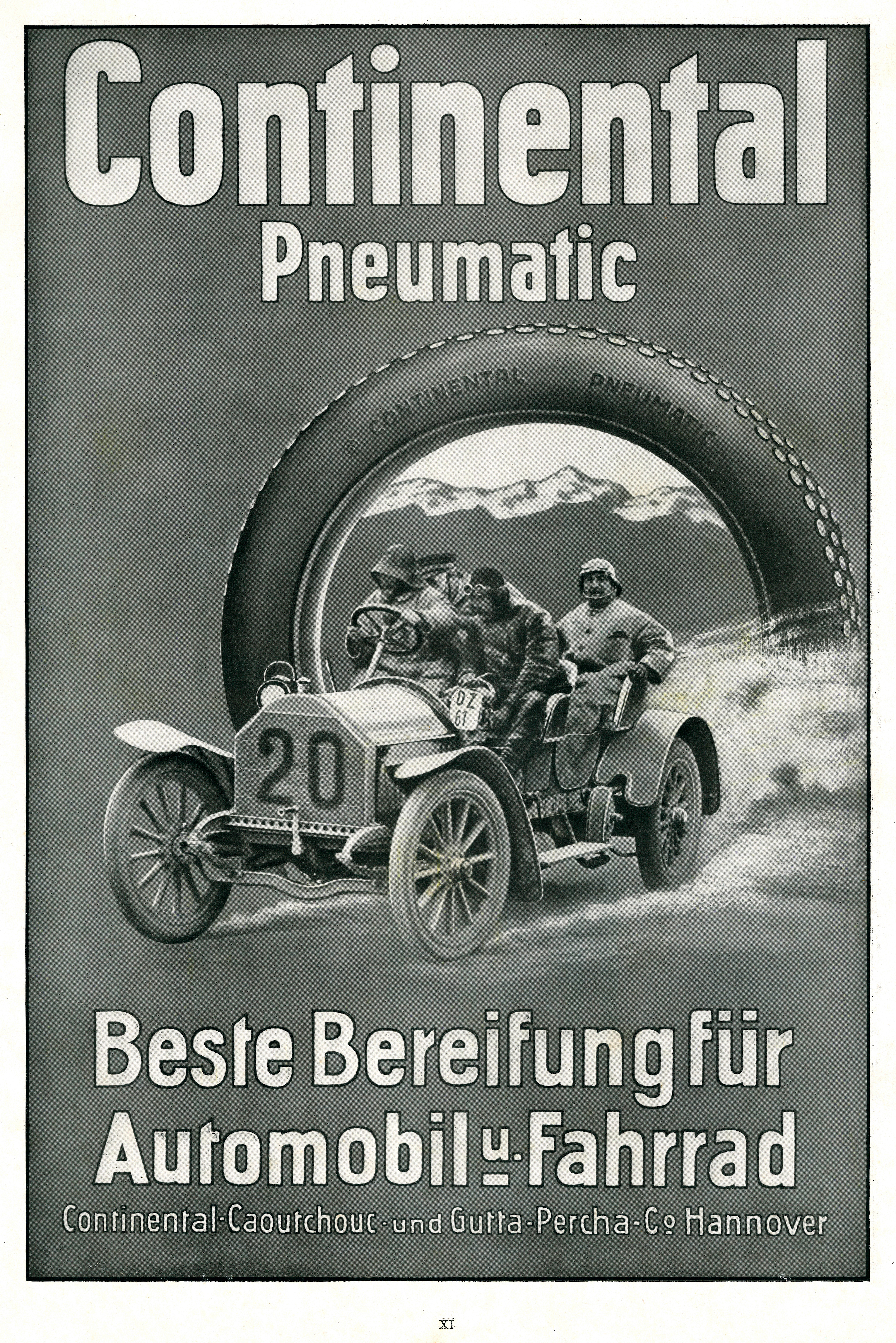
Ganzseitige Anzeige für den Automobil- und Fahrrad-Reifen der Marke Continental Pneumatic; mit bemanntem Rennwagen vor stilisierter Alpen-Kulisse;
Illustrirte Zeitung Nr. 3835 vom 20. April 1911

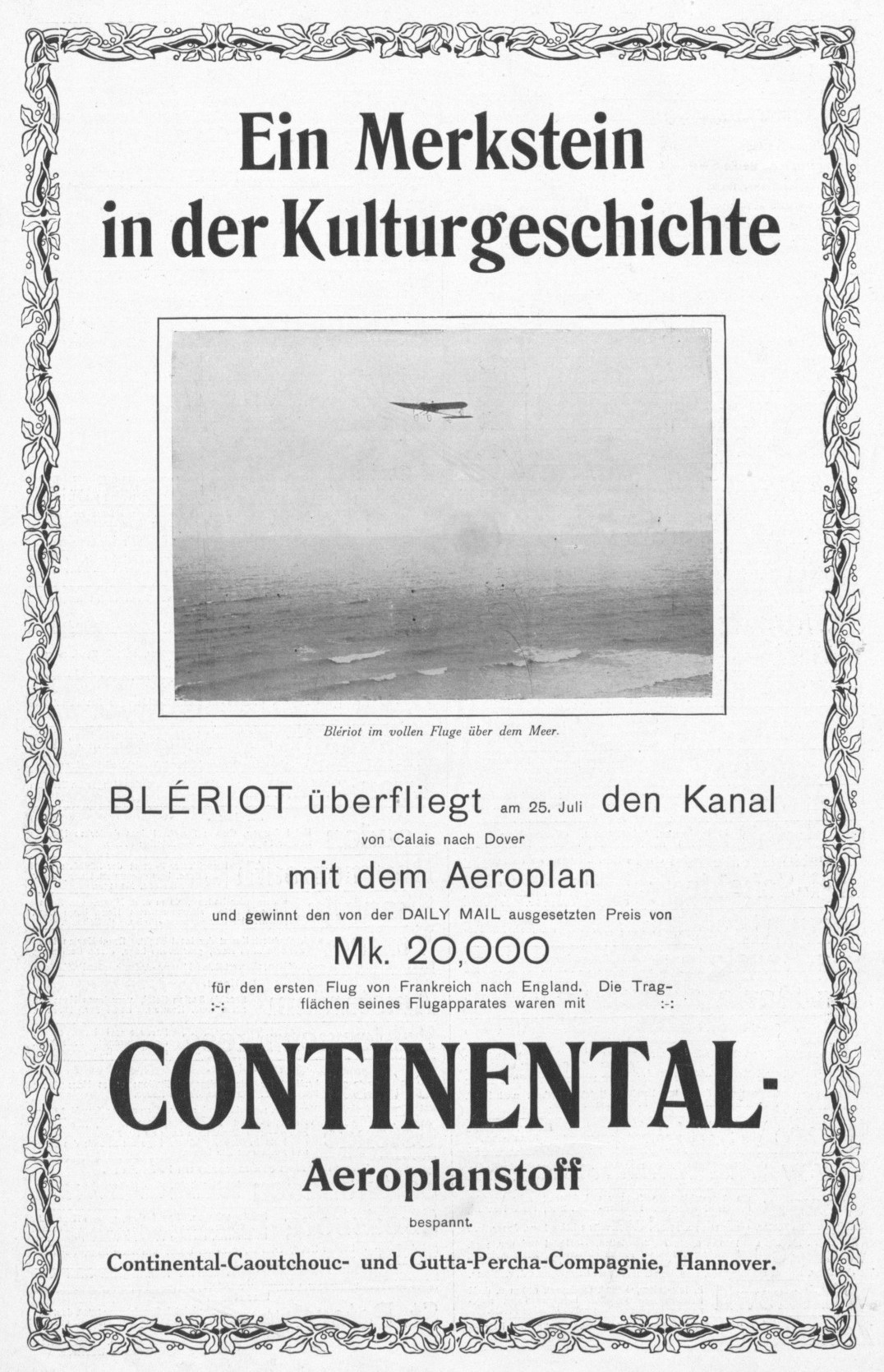
Anzeige für die Aeroplanstoffe, die 1909 bei der ersten Überquerung des Ärmelkanals durch Louis Blériot mit seiner Blériot XI zum Einsatz kamen

Zwischen 1871 und 1874 wurden neue Fabrikationsanlagen auf dem übernommenen Werksgelände und zugekauften Flächen errichtet (Vahrenwalder Straße 34, heute Teilbereich der ContiTech AG). Der Produktionsstart verzögerte sich mehrfach. Im ersten Betriebsjahr 1874 hatte das Unternehmen 246 Beschäftigte. In diesen Anfangsjahren kam es zu technischen und wirtschaftlichen Schwierigkeiten, die Ende 1875 mit einer Kapitalerhöhung um 147.000 Mark aufgefangen werden mussten. Der Bankier Moritz Magnus beauftragte daraufhin seinen jungen Mitarbeiter Siegmund Seligmann mit einer grundlegenden Analyse des Unternehmens, als deren Ergebnis umfassende organisatorische und produktionstechnische Verbesserungen umgesetzt wurden. Die Produktion und das wirtschaftliche Ergebnis stabilisierten sich. Siegmund Seligmann erhielt 1876 Prokura und wurde ab 1879 kaufmännischer Direktor und Vorstandsmitglied (bis zu seinem Tod 1925).
Besonderes Augenmerk wurde auf die technischen und wissenschaftlichen Grundlagen gelegt, für die der 1874 eingestellte Chemiker Adolf Prinzhorn verantwortlich war. Er wurde 1876 technischer Direktor (bis 1908) und erwarb in den Vereinigten Staaten Fertigungslizenzen für Vollgummireifen. Unter seiner Leitung wurden Mitte der 1880er Jahre Experimente mit Hohlraum- und Kissenreifen (aus geschäumtem Gummi) durchgeführt.
Die Continental AG gewährte ihrer Belegschaft Sozialleistungen mit einer 1884 gegründeten Betriebskrankenkasse, mit den ab 1885 abgeschlossenen Lebensversicherungen für langjährige Betriebsangehörige und einer 1903 errichteten Pensions-, Witwen- und Waisenkasse. In einem vergleichsweise kleinen Wohnungsbauprogramm entstanden um 1900 und zu Beginn der 1920er Jahre einige Wohnblocks und ein Junggesellenheim. 1905 wurde eine Werkbücherei gegründet, die Anfang der 1920er Jahre über 10.000 Bände besaß und mit 80.000 Entleihungen im Jahr gut genutzt wurde. 1913 kam die staatlich anerkannte Werkschule hinzu, die vor allem für Arbeiter gedacht war.
Ab 1891 wurden Luftreifen für Fahrräder hergestellt, die „Continental-Pneumatics“, mit denen das Unternehmen Marktführer in Deutschland wurde. Ab Beginn des 20. Jahrhunderts kam die Produktion von Autoreifen hinzu.
Das Produktionsprogramm umfasste in den Anfangsjahrzehnten vielfältige Produkte aus Weichgummi; neben Gummibällen wurden Hufpuffer (für Pferde), Schläuche für Dampf-, Wasser- und Gasleitungen, gummibezogene Stoffe für Ballone, Luftschiffe und Flugzeuge, wasserdichte Kleidung und medizinisch-hygienische Artikel hergestellt. Die Belegschaft wuchs auf etwa 600 im Jahr 1890 und 1537 im Jahr 1899. Anfangs lag die Dividende bei etwa 9 %, wuchs 1882 auf 16 % und lag von 1884 bis 1892 bei 27 % des Stammkapitals. In diesen Anfangsjahren wurde das Unternehmen auch kurz Gummiball genannt – als Abgrenzung zur bestehenden, größeren Gummikamm (Hannoversche Gummikamm-Compagnie, s. o.). Später setzte sich Continental oder kurz Conti durch. Die lange und im alltäglichen Gebrauch umständliche offizielle Firma wurde 1929 in Continental Gummiwerke AG geändert.

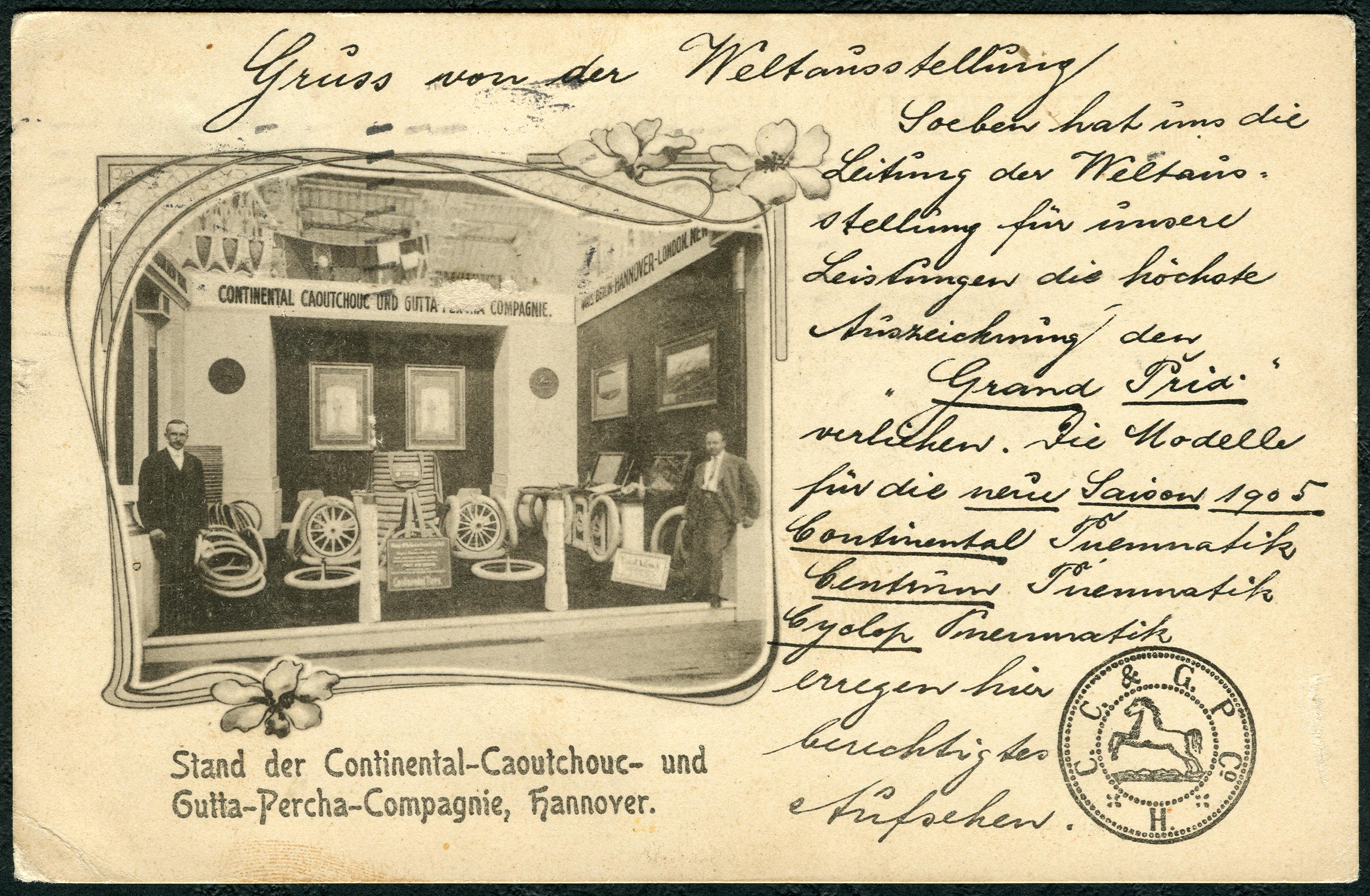
Auf der Weltausstellung 1904 in St. Louis erlangten die Luftreifen einen „Grand Prix“.

Auf dem neuartigen Gebiet der Reifenherstellung gelangten in diesen Jahren einige grundlegende Entwicklungen, die zu wirtschaftlichen Erfolgen wurden:
- 1904 ein Luftreifen mit Profil
- 1908 die abnehmbare Felge

Diese Erfolge wurden durch umfassende Forschungsarbeiten im eigenen Labor, durch produktionstechnische Entwicklungsarbeiten, durch eigene zahlreiche Patente und geschützte Gebrauchsmuster und durch Nutzung von Lizenzen möglich. Weitere Absatzmöglichkeiten eröffneten die technischen Entwicklungen im Flugwesen: Spannstoffe für Flügel und Außenhaut als „Aeroplanstoffe“ und Flugzeugreifen, die 1911 in rund 25 unterschiedlichen Ausführungen des „Continental-Aeroplanreifens“ angeboten wurden.
Um 1910 begann der Einsatz von synthetischem Kautschuk eine zunehmende Rolle bei der Reifenproduktion zu spielen, gefördert insbesondere durch Dr. Albert Gerlach, Chemiker und Vorstandsmitglied der Continental.
Ab 1903 unterhielt die Continental Gummiwerke AG ein Zweigwerk in Seelze mit bis zu 400 Arbeitskräften, um Kautschuk aus Altgummi wiederzugewinnen (als sogenanntes Regranulat). Trotz des wirtschaftlich mäßigen Erfolgs kam diesen Bemühungen im Ersten Weltkrieg eine wichtige Rolle zu, als die Rohgummilieferungen aus Übersee unterbrochen waren. Die Anlagen wurden bis 1931 betrieben.

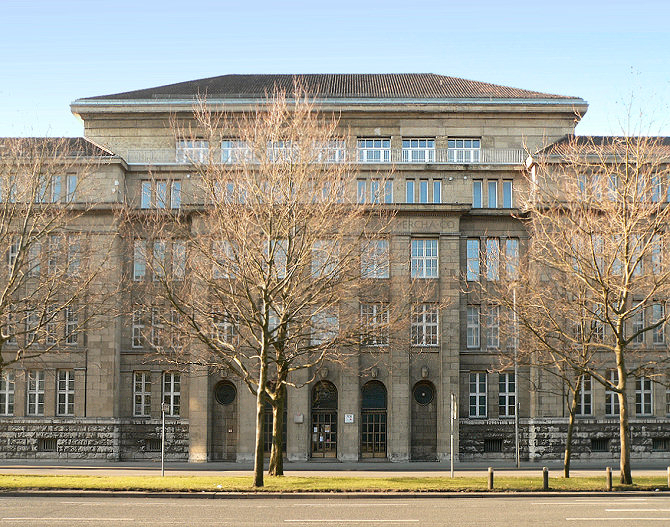
Das 1912–1914 entstandene Verwaltungsgebäude an der Vahrenwalder Straße in Hannover, seit 2012 Haus der Wirtschaftsförderung der Region Hannover.

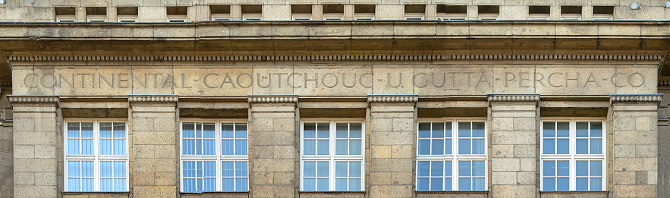
Die ursprüngliche Firma Continental-Caoutchouc- und Gutta-Percha Co. an der Fassade der ehemaligen Hauptverwaltung an der Vahrenwalder Straße in Hannover

Die Belegschaft wuchs bis zum Beginn des Ersten Weltkriegs auf rund 8000 an, weitere 5000 Personen kamen in in- und ausländischen Beteiligungen und Handelsvertretungen hinzu. Der Exportanteil konnte bis 1906 bereits auf 55 % gesteigert werden und erreichte schließlich 1913 mit über 60 % seinen damaligen Höhepunkt – mit einem Wert, der erst 75 Jahre später wieder erreicht werden sollte. Zwischen 1897 und 1912 wurden mehrere Kapitalerhöhungen bis auf 12 Mio. Mark durchgeführt. Auf diese Stammeinlage wurden jährlich zwischen 33 und 55 % Dividende ausgeschüttet.
1912–1914 entstand das repräsentative Verwaltungsgebäude an der Vahrenwalder Straße, entworfen von dem Architekten Peter Behrens. Nach der Fertigstellung wurde es während des Ersten Weltkriegs als Lagerhaus vom Militär genutzt. 1919–1920 wurde es nochmals ausgebaut. Der Bau ist vergleichbar mit dem 1912 fertiggestellten Verwaltungsgebäude der Mannesmannröhren-Werke AG in Düsseldorf. Das Verwaltungsgebäude in Hannover hat eine Fassade von 100 m Länge. Die Eckpilaster ähneln denen am Alten Museum in Berlin. Das Gebäude wurde im Zweiten Weltkrieg bei den Luftangriffen auf Hannover stark beschädigt und nach 1945 wiederaufgebaut. Seit den 1980er Jahren befindet sich darin das Technologie-Centrum Hannover (TCH), eine Einrichtung für Gründungsmanagement der Region Hannover.

### Erster Weltkrieg 1914–1918
Mit Ausbruch des Ersten Weltkriegs unterbrachen die Lieferländer in Übersee die Versorgung für Deutschland mit den beiden wichtigsten Grundstoffen der Gummiindustrie – Rohkautschuk und Baumwolle. Die verbliebenen Rohkautschukbestände und später die Altgummibestände wurden ab Dezember 1914 durch die Kriegsrohstoffabteilung verwaltet. Die Produktion wurde auf kriegswichtige Güter umgestellt, wie Dichtungsmaterialien für Schiffsmaschinen und Seeminen, Kabelarmierungen für Zündkabel und Gasmasken sowie gasdichte Stoffe. Die Herstellung von medizinisch-hygienischen Artikeln wurde intensiviert; die Herstellung der meisten Gummiwaren für den Privatgebrauch wurde verboten.
Diese Produktionsvorgaben und -einschränkungen bevorzugten rationell arbeitende Großbetriebe, so dass es durch behördlich angeordnete Stilllegungen und Verschmelzungen mit „unbedingt kriegswichtigen“ Unternehmen zu einem deutlichen Rückgang der Betriebe kam: Von 185 Betrieben vor Kriegsbeginn im Deutschen Reich waren im Oktober 1917 noch 32 übrig. Durch die Einberufungen zum Kriegsdienst kam es schnell zu Personalengpässen, die durch vermehrten Einsatz von Frauen aufgefangen wurden.

### Expansion zwischen Erstem und Zweitem Weltkrieg

Luftbild des Stammwerks an der Vahrenwalder Straße in Hannover, Anfang der 1920er Jahre

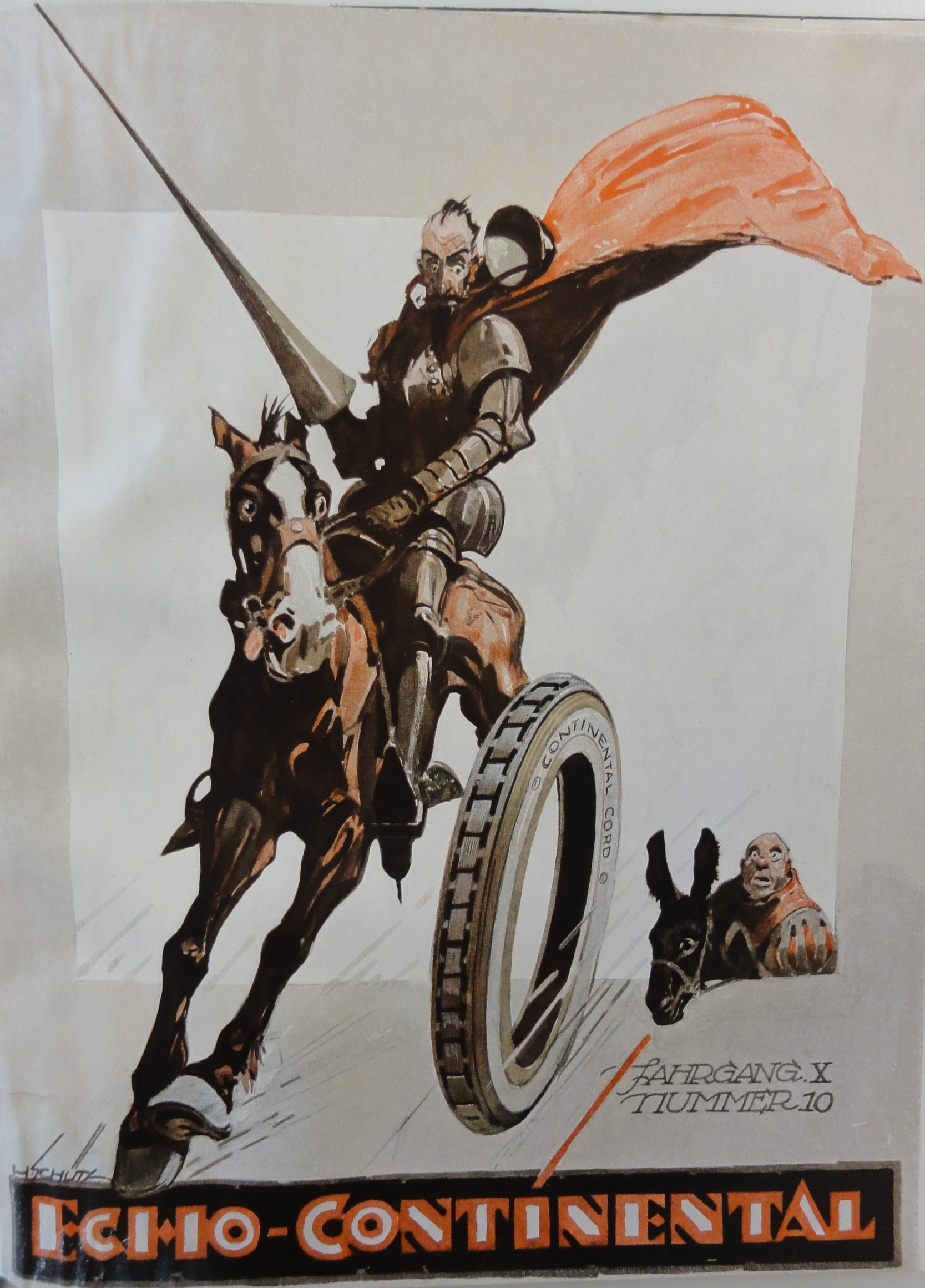
Titelblatt der Werkszeitung Echo Continental, Heft 10 von 1922

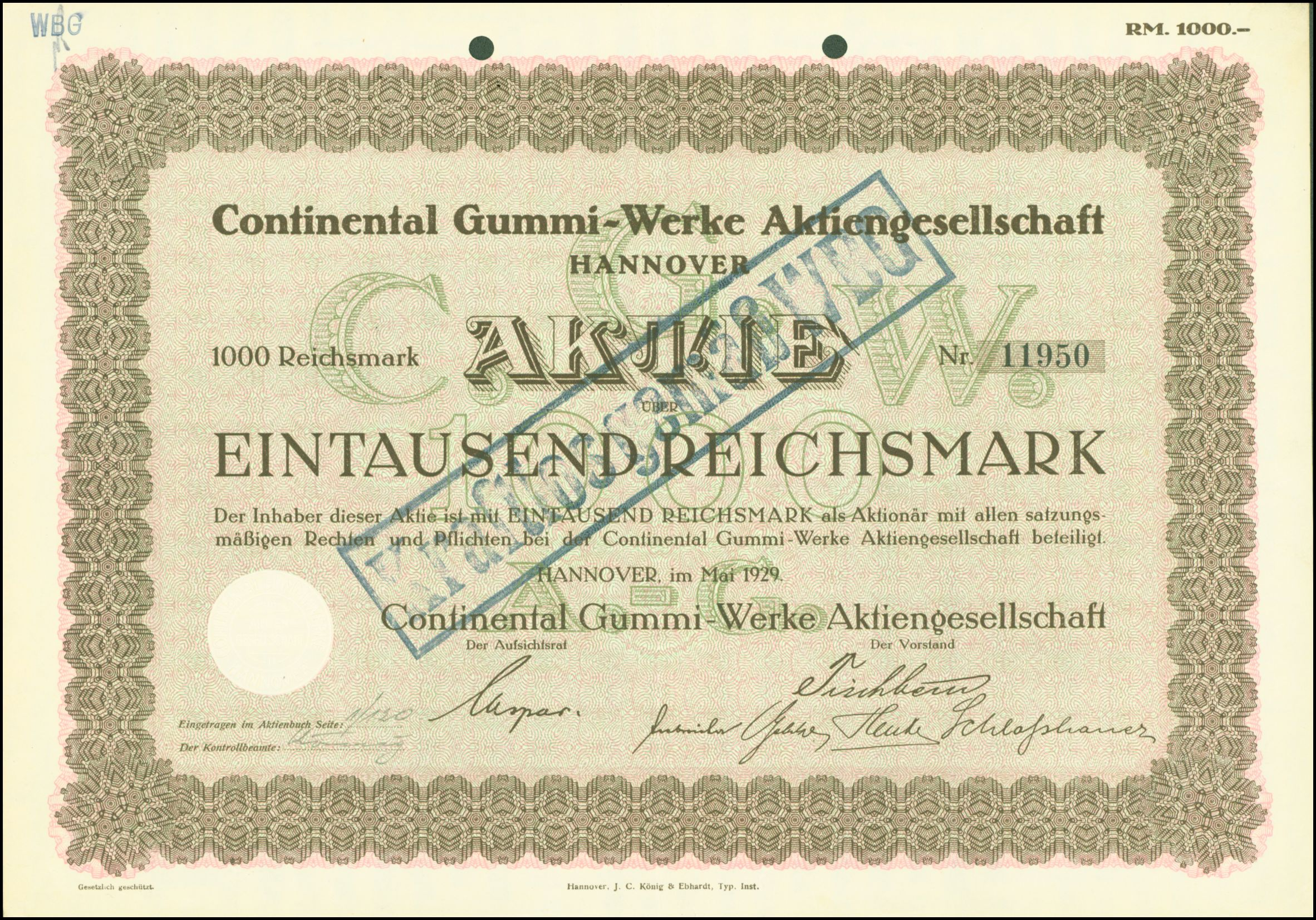
Aktie über 1000 RM der Continental Gummi-Werke AG vom Mai 1929

Nach Kriegsende war die Zulieferung der Rohstoffe wieder möglich, aber es kam zu einem Engpass bei der Energieversorgung, dem durch Kauf eines Kohlebergwerks bei Unna im Jahr 1920 begegnet wurde. Die Auslandsniederlassungen wurden wieder eröffnet. Mit der rechtlich selbstständigen Tochtergesellschaft Internationale Continental-Caoutchouc-Compagnie in Amsterdam konnten während der Inflationszeit 1922–23 die Auslandsgeschäfte in „harten“ Währungen (Devisen) abgewickelt werden.
1920 trat eine bereits 1914 angestrebte, aber durch den Krieg nicht zustande gekommene Kooperation mit dem US-amerikanischen Reifenhersteller Goodrich in Kraft. Die Nummer vier auf dem weltweiten Reifenmarkt übernahm ein Viertel der Conti-Aktien. Dafür wurde sie bei der Rohstoffbeschaffung in Übersee behilflich und gewährte Einblicke in ihre Forschungen und Fertigungsabläufe. Die Continental übernahm neue Mischungsrezepturen, Fließbandfertigung und eine gestufte Qualitätsüberwachung, wodurch sie einen deutlichen technischen Vorsprung gewann und zum führenden deutschen Reifenhersteller wurde.
Zunehmend wurden nun technische Gummiprodukte wie Förderbänder und Druckwalzen produziert. Neuartig waren Kombinationselemente unter Einsatz von Gummi wie das „Continental-Schwingmetall“, Gummi-Metall-Halterungen für Motoren und Getriebe, die Übertragungen von Geräuschen und Schwingungen auf das Chassis minderten. Durch die Übernahme der Hannoversche Gummiwerke Excelsior AG in Limmer, der Peters Union AG in Frankfurt am Main (vormals Mitteldeutsche Gummiwarenfabrik L. Peter AG) mit ihrem Werk Korbach in den Jahren 1928/1929 und weiterer Mitbewerber konnte die Continental ihren Marktanteil weiter steigern, so dass sie zwei Drittel der deutschen Gummifabrikation lieferte.
Allerdings zeigten sich bei der Vielfalt der Produkte deutliche Schwächen in den Produktionsabläufen, die Leerlaufzeiten bis zu einem Drittel der Arbeitszeit aufwiesen – verbunden mit einer erheblichen Verschwendung von Energie und Material. Bei der Zusammenarbeit mit Goodrich hatte die Unternehmensleitung das Bedaux-System kennengelernt, ein Verfahren zur Analyse, Bewertung und Rationalisierung von Arbeitsabläufen. Auf der Grundlage des Scientific Management wurden die Arbeitsabläufe – auch in den Schreibsälen – in Zeit- und Bewegungsstudien erfasst, aus denen eine Entlohnung aus garantiertem Grundlohn und Leistungsprämie entwickelt wurde (vergl. auch REFA).
Mit der ersten nach Bedaux erstellten Bilanz teilte das Unternehmen 1929 zufrieden Leistungssteigerungen um 40 bis 50 % mit, die zu Verdienststeigerungen der Beschäftigten von 18 % und Lohnkosteneinsparungen des Werks von 25 bis 30 % geführt hatten. Im Ergebnis standen den Kosten von 500.000 Reichsmark für die Einführung des Bedaux-Systems Einsparungen in mehr als zehnfacher Höhe gegenüber. Dieses System traf auch auf offene und verdeckte Ablehnung der Belegschaft, in deren Folge es – insbesondere im früheren Excelsior-Werk Limmer – zu Entlassungen kam.
Ende der 1920er Jahre lag das Grundkapital bei 40 Mio. Reichsmark, auf die jährlich zwischen 6 und 10 % Dividende ausgeschüttet wurden. Die Belegschaft lag einschließlich der übernommenen Werke bei knapp 17.000 Personen im Jahr 1929 und sank durch Rationalisierungsmaßnahmen und die Weltwirtschaftskrise zu Anfang der 1930er Jahre auf etwa 10.000 Personen.

### Zeit des Nationalsozialismus 1933 bis 1945
Ab 1933 zeigten die Maßnahmen der nationalsozialistischen Regierung (Verminderung bzw. Streichung der Kraftfahrzeugsteuer, Reichsautobahnprogramm und das KdF-Wagen-Projekt) bilanziell kaum Wirkung, da die schlechte Devisenlage und die Autarkiepolitik mit ihrer zentralisierten Bewirtschaftung der Kautschukimporte die Entwicklungsmöglichkeiten eingrenzten. Regenerierung von Altgummi und Synthetisierung sowie die Erzeugung von Ersatzmaterialien rückten wieder in den Vordergrund. Die qualitativen Nachteile und die finanziellen Mehraufwendungen mussten von den Käufern getragen werden, die diese Autarkiebestrebungen über die sog. „Heimstoffkasse“ subventionierten.
Nach der sogenannten Machtergreifung wurden „sämtliche Vorstandskollegen sowie die Prokuristen beziehungsweise Direktoren der zweiten Führungsebene zum sofortigen Eintritt in die NSDAP“ verpflichtet, der Betriebsrat wurde von Regimegegnern gesäubert und alle jüdischen Aufsichtsratsmitglieder zum Rücktritt gezwungen. Ende 1933 propagierte Continental „ein christliches und rein deutsches Unternehmen“ zu sein.
Ab 1936 wurden die Zielvorgaben mit dem zweiten Vierjahresplan auf Kriegsfähigkeit der deutschen Wirtschaft und Einsatzbereitschaft der Wehrmacht innerhalb von Jahren ausgerichtet. Anfang 1938 wurde der Bau eines neuen Reifenwerks am Nordhafen Hannover (später „Werk Stöcken“ genannt) mit einer Kapazität von 100 Tonnen Mischungen und 7200 Reifen pro Tag beschlossen, eine Fertigung so groß wie die gesamte bisherige Kapazität. Ausschlaggebend waren die gefährdete Lage des Stammwerks Vahrenwald unter Gesichtspunkten des Luftschutzes und die zunehmend geforderte Verarbeitung von synthetischem Kautschuk, die neue Fertigungsabläufe und -maschinen erforderte. In dem neuen Werk sollten die neuen »VW-Reifen« produziert werden, aber mit Kriegsbeginn verzögerte sich der Weiterbau, und erst im August 1942 lief die Autoreifenproduktion an. Sie erreichte maximal (nur) 650 Reifen pro Tag.
Nach Kriegsbeginn (1. September 1939) wurde die Produktion umgestellt, die Reifenherstellung auf die speziellen Bedürfnisse der Wehrmacht ausgerichtet, und in der übrigen Fabrikation rückten kriegswichtige Produkte wie selbstabdichtende Treibstofftanks und Akkukästen für Panzer- und Nachrichtentruppen in den Vordergrund. Besondere Bedeutung hatte die Herstellung von Flugzeugreifen im Werk Stöcken.
Ab November 1940 wurden Insassen des KZ Sachsenhausen für Verschleißprüfungen von aus Igelit bestehenden Kunststoffsohlen, die von Continental produziert wurden, missbraucht. Auf der sogenannten „Schuhprüfstrecke“ des KZ Sachsenhausen mussten die Schuhläufer-Kommandos unter anderem Sohlen und Absätze der Continental-Tochtergesellschaft Schwelmer Gummiwaren GmbH durch Ablaufen auf Verschleiß testen. Die Dauerläufe waren de facto Todesmärsche, da die Läufer erschossen wurden, wenn diese infolge von Ermüdung zusammenbrachen. Igelit-Sohlen hielten bis zu 2200 Kilometer. Gegen Kriegsende kam die Herstellung von „Volksgasmasken“ im Werk Limmer hinzu.
Die Arbeitskräftesituation wurde durch Einberufungen zum Kriegsdienst schnell problematisch: 1942, als Conti unter dem damaligen Vorstand Fritz Koenecke von dem NS-Staat als Nationalsozialistischer Musterbetrieb ausgezeichnet wurde, waren etwa 3.000 Belegschaftsmitglieder der Continental einberufen, 1944 waren es über 4.000, was etwa einem Drittel der Vorkriegsbelegschaft entspricht.
Daraufhin wurden Zwangsarbeiter ausgebeutet: Ende 1943 lag ihre Zahl bei etwa 5500 (4546 „Zivilarbeiter aus besetzten Gebieten“ sowie 903 Kriegsgefangene). Die Zwangsarbeiter waren in eigens errichteten Lagern oder ungenutzten Häusern auf oder in der Nähe der Fabriken untergebracht, die vom Werkschutz der Continental überwacht wurden. Als Lagerleiter waren Lagerführer eingesetzt, die dem Betriebsobmann der Deutschen Arbeitsfront (DAF), dem Einheitsverband der Arbeitnehmer und Arbeitgeber, unterstellt waren.
Unterstützt von der SS wurden KZ-Häftlinge in den beiden Werken, sowie in einem Werk für den Zusatzstoff in Gleiwitz, das unter Conti-Beteiligung entstand, ausgebeutet. Dazu wurde im Werk Stöcken von der Bauabteilung der Continental ein bis dahin als Zwangsarbeiterlager genutzter Bereich entsprechend den Vorgaben umgebaut und unter Leitung der SS 1944 als KZ-Außenlager Stöcken genutzt. Die rund 1000 KZ-Häftlinge arbeiteten in 12-Stunden-Schichten in der Produktion. Nach wenigen Wochen waren 55 KZ-Gefangene tot, 80 bis 85 wurden wegen Arbeitsunfähigkeit zurück ins Hauptlager KZ Neuengamme geschickt, was einem Todesurteil gleichkam. Neben dem KZ Neuengamme kamen die Häftlinge auch aus dem KZ Ravensbrück und dem KZ Auschwitz bzw. dem Ghetto Łódź. Die Häftlinge wurden Ende 1944 in das KZ-Außenlager Hannover-Ahlem verlegt, um ehemalige Asphalt-Stollen als unterirdische Produktionsräume auszubauen. Auch dort starben einige infolge der Arbeitsbedingungen.
Am Werk Limmer wurde ebenfalls ein KZ-Außenlager (KZ-Außenlager Hannover-Limmer) errichtet und von 1944 bis Kriegsende als Frauenlager mit bis zu 1100 Häftlingen betrieben, die in 12-Stunden-Schichten überwiegend in der Produktion von Gasmasken eingesetzt wurden. Unternehmenseigene Publikationen nach dem Krieg erwähnten diesen Einsatz von Zwangsarbeitern und KZ-Häftlingen nicht. In der Neuauflage der Unternehmensgeschichte von 1949 wurde nur von Kriegszerstörungen und Wiederaufbauanstrengungen berichtet. In dem umfassenden Werk Continental 1871–1971, Ein Jahrhundert Fortschritt und Leistung anlässlich des 100-jährigen Unternehmensjubiläums wird deren Einsatz wie folgt geschildert:

„Für die fehlenden Arbeitskräfte wurde Ersatz geschaffen durch zusätzliche Frauenbeschäftigung und durch den Einsatz von fremdnationalen zivilen Arbeitern beiderlei Geschlechts und von Kriegsgefangenen. Ende 1943 wurden 4.546 ausländische Zivilarbeiter und 903 Kriegsgefangene beschäftigt. Nach Nationalitäten und Staatszugehörigkeiten war es eine bunt zusammengewürfelte Gesellschaft aus über 20 verschiedenen Ländern. Das Gros stellten Franzosen, Polen und Russen (…) Es erfüllt die Werksleitung mit besonderer Befriedigung, daß sich aus dieser zwangsweisen Beschäftigung von Ausländern für die Continental keinerlei Verfahren ergeben haben.“

Das Hauptwerk an der Vahrenwalder Straße wurde bei dem Bombenangriff im Februar 1945 stark zerstört. In den Werken in Stöcken und Limmer waren nur geringe Schäden auszubessern. Am Kriegsende kam es in den Werken zu Plünderungen.

### Nachkriegszeit bis 1960er Jahre

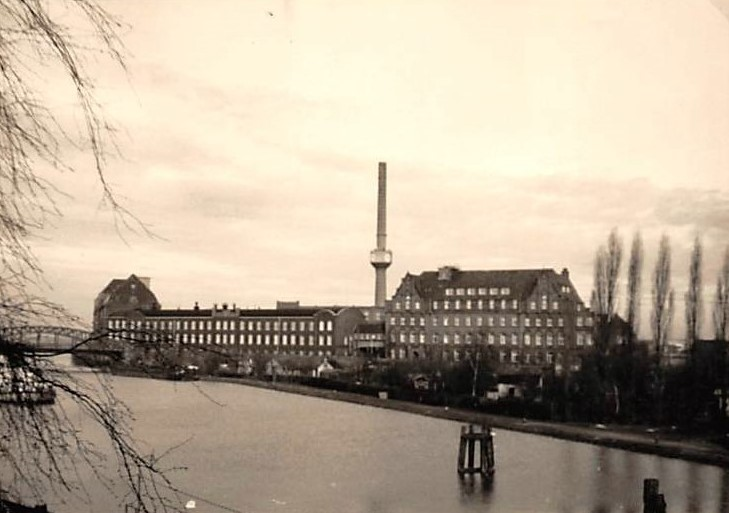
Fabrikgelände in Hannover-Limmer 1953

Im Jahr 1946 wandten sich 16 ehemalige KZ-Häftlinge aus Ahlem in einem Brief an die britische Militärregierung in Deutschland und protestierten dabei „im Namen vom 850 toten Kameraden, die bei der Conti-Arbeit durch Prügel, Hunger und andere Quälereien ermordet wurden (…) aufs Energischste gegen die Wiedereinsetzung des Nazi-Betriebsführers der Continental Gummiwerke AG, Fritz Koenecke, sowie des früheren Nazi-Vorstands“. Koenecke war im Vorjahr durch den von den Alliierten eingesetzten neuen Unternehmensleiter Pinkenburg, der später wegen Betrugs eine Haftstrafe absitzen musste, entlassen worden.

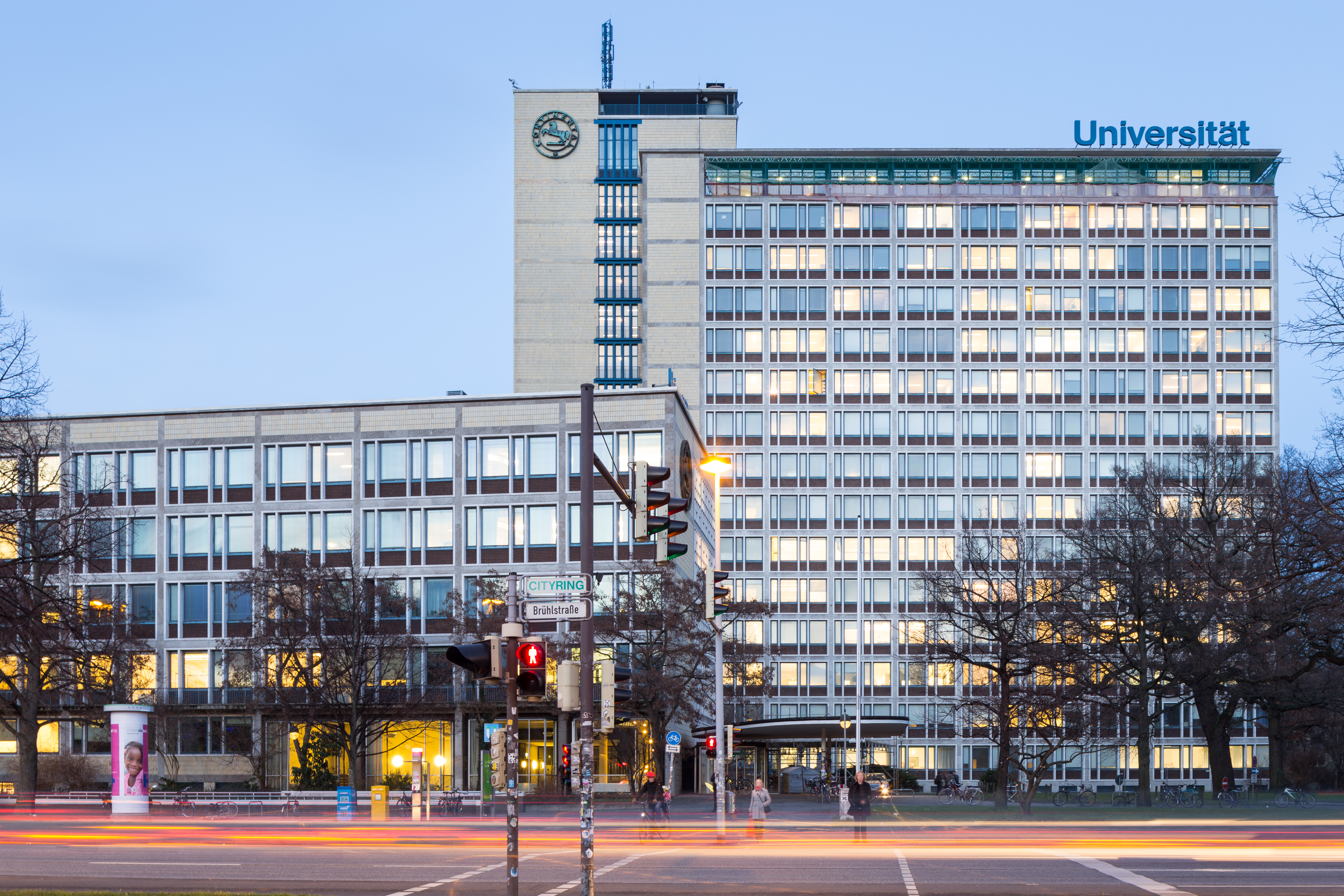
Conti-Hochhaus in Hannover

Im Werk Limmer konnte die Produktion kurz nach Kriegsende wieder anlaufen – zunächst stark eingeschränkt. Die Besatzungsmächte ordneten die Herstellung von dringend benötigten Produkten wie Gummisaugern und hygienisch-medizinischen Artikeln an. Die Rohstoffknappheit führte dazu, dass die Aufbereitung von Altgummi weiter intensiviert wurde. Für alle drei hannoverschen Werke wurde im Zweigwerk Limmer die Gummi-Mischerei konzentriert. Die zentralen Verwaltungs- und Rechnungsabteilungen wurden in das Zweigwerk Limmer verlegt, wodurch es zu großer Raumknappheit kam, so dass auch Produktionsräume zu Büros umgenutzt wurden.

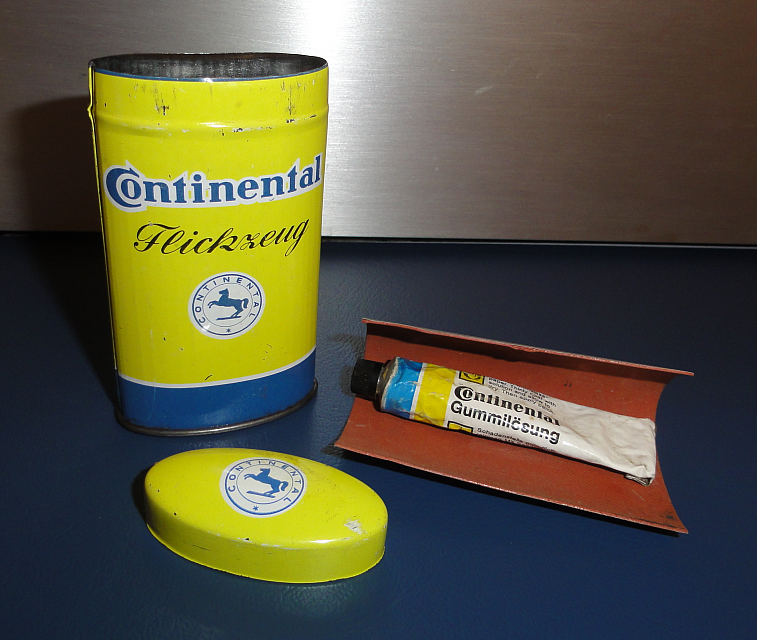
Fahrradflickzeug „Promptus“ der Continental AG, 1950er Jahre

Nach den Wiederaufbauarbeiten ging es vorrangig darum, den technischen Rückstand aus der Kriegszeit aufzuholen und die Innovationsfähigkeit des Unternehmens wiederherzustellen. Continental nahm – ähnlich wie bereits nach dem Ersten Weltkrieg – die Verbindung zu US-amerikanischen Reifenherstellern wieder auf und orientierte sich für die nachfolgenden Jahre an der dortigen Reifenindustrie, die auf ihrem Höhepunkt stand. Das neueste Know-how bei der Kautschukchemie, Reifenkonstruktion und Reifenfertigung konnte über Lizenzverträge und durch direkten Erfahrungsaustausch beschafft werden. Mit General Tire wurde 1949 ein Kooperationsabkommen ohne gesellschaftsrechtliche Verknüpfungen geschlossen, das Zugang zu Lizenzen und Patenten verschaffte.
Mitte der 1950er Jahre konnte der technologische Gleichstand mit den US-amerikanischen Unternehmen erreicht werden; die Kooperation mit General Tire wurde 1954 beendet. In dem Jahr konnten umfangreiche neue Bürogebäude mit dem markanten 15-geschossigen Conti-Hochhaus und zwei Nebentrakten am Königsworther Platz in Hannover bezogen werden, die 1952/1953 nach Plänen der Architekten Ernst Zinsser und Werner Dierschke entstanden. 1955 brachte Continental als erstes deutsches Reifenunternehmen den schlauchlosen Reifen serienreif auf den Markt. 1960 schaffte das Unternehmen in der neuen Gürtelreifen-Technologie (Textilgürtel mit Rayon-Cord-Karkasse) den Gleichstand mit der US-amerikanischen Reifenindustrie. Bis Ende der 1950er Jahre konnte Continental die vorherrschende Marktposition (40 %) mit der Herstellung von 12 Millionen Reifen im Wert von knapp einer Milliarde DM wiedererlangen (im deutschen Markt vor Dunlop mit 18 %, der Phoenix AG mit 12 % und Michelin mit 1 %).

Werbeschild für Contireifen aus der Zeit des Wirtschaftswunders

In den „Wirtschaftswunderjahren“ bahnte sich trotz der Umsatzzuwächse ein radikaler Strukturwandel in der Gummibranche an, der den Reifenmarkt grundlegend veränderte. Der deutsche Automarkt war zum zweitwichtigsten weltweit geworden. Ausländische Hersteller drängten mit Billigangeboten auf den Markt und errichteten eigene Produktionsstätten oder schufen sie durch Unternehmensübernahmen – wie 1962 Goodyear mit der Übernahme von Fulda Reifen.
Ab 1969 verfolgte Pläne, in Brixen (Südtirol) eine Reifenfabrik für den italienischen Markt zu errichten, zerschlugen sich nach heftigem Widerstand der örtlichen Bevölkerung.

### Krise in den 1970er Jahren
In der Reifenkonstruktion trat der Gürtelreifen (mit seinem Radialaufbau) an die Stelle des Diagonalaufbaus, wobei zunächst Textil- und Stahlgürtel miteinander konkurrierten. Continental favorisierte den Textilgürtelreifen. Michelin brachte Anfang der 1970er Jahre den Stahlgürtelreifen auf den Markt, der eine verdoppelte Laufleistung bis zu 60.000 km bei großer Belastbarkeit erreichte. Die Marktanteile von Michelin verdreifachten sich in Deutschland in nur drei Jahren von 10 % (1970) auf 32 % (1972).
Diese Reifenentwicklung ging bis auf die 1930er Jahre zurück, in denen Michelin den Automobilhersteller Citroën nach dessen Konkurs übernommen hatte. Der seinerzeit ungewöhnliche Frontantrieb erforderte leistungsfähigere Reifen, weshalb Michelin Stahlgewebe anstelle des üblichen Cord-Gewebes einsetzte. Das Grundproblem der dauerhaften Verbindung zwischen Draht und Gummi konnte nach langwierigen Entwicklungen gelöst werden. Die Fertigungsabläufe wurden umfassend angepasst und mit einer gestuften Qualitätsüberwachung abgesichert.
Durch die Vorzüge der neuen Stahlgürtelreifen sackte der Marktanteil der deutschen Reifenhersteller innerhalb kurzer Zeit von etwa 75 % auf unter 30 % ab. Continental war 1969 noch Marktführer mit 45 % der Pkw- und etwa 40 % der Lkw-Reifen, verlor jedoch bis 1972 die Hälfte dieses Marktanteils – zunächst auf dem Ersatzmarkt, in der Folge auch bei der Erstausstattung, besonders bei den zunehmend mit Frontantrieb und mit höherer Leistung hergestellten Autos.
In der Folge musste 1972 erstmals nach dem Krieg ein negatives Betriebsergebnis mit einem Verlust von 68 Millionen DM verzeichnet werden. In einem Brief an den Aufsichtsrat im September 1973 präzisierte der neue Vorstand Carl Horst Hahn seine Analyse: Die Fabriken der Continental seien größtenteils sowohl vom Produktprogramm als auch von den Produktionsabläufen her falsch strukturiert, die Arbeitsbedingungen in weiten Bereichen nicht mehr zeitgemäß. Daher sei die Arbeitsproduktivität niedrig und die Qualität gering. In einem ersten Schritt wurde die Qualitätssicherung als Zentralfunktion organisatorisch direkt beim Vorstandsvorsitzenden verankert. „Wir müssen die Technik so beherrschen, daß alle Reifen so rund sind, daß wir die nicht runden Reifen wegwerfen können“, lautete die neue Vorgabe von Hahn, der damit die bisher übliche Praxis abschaffen ließ, für Erstausrüstungsaufträge die fünffache Zahl von Reifen zu produzieren, dann die qualitativ besten herauszusuchen und den Rest zu Schleuderpreisen im Ersatzgeschäft loszuschlagen. Die Continental-Reifen wurden mit einer gelben Banderole versehen und als Qualitäts- und Markenprodukt im Ersatzgeschäft kenntlich gemacht; Continental kam langfristig auch wieder in das Erstausrüstergeschäft zurück.
Erneut wurde versucht, den technischen Rückstand durch umfassende Lizenz-Erwerbungen oder Technologie-Zukäufe aufzufangen, begleitet von einem Ausbau und einer Umstrukturierung der eigenen Forschungs- und Entwicklungsarbeiten. Dies galt auch für die Schwingmetall- und Formartikel. Im Keilriemensektor war es beispielsweise die Technologie des US-amerikanischen Weltmarktführers Dayco, das erschlossen werden konnte und zu einer Rückgewinnung von Anteilen im Keilriemengeschäft führte.
Im Zentrum stand damals die Frage, ob das Reifengeschäft generell aufgegeben werden sollte und stattdessen die Produktion von technischen Gummiprodukten forciert werden sollte, da dort größere Expansionspotentiale vermutet wurden. Die Kapazitätsstillegungen der anderen Reifenhersteller ließen jedoch befürchten, dass auch sie den Ausbau der technischen Produkte anstreben würden. Letztlich beschloss Continental, die Reifenproduktion beizubehalten und durch Modernisierung der Produktion sowie Änderung und Verbesserung der Arbeitsbedingungen rationeller zu gestalten. Die große Zahl an Beteiligungsgesellschaften wurde erheblich gemindert, die Beteiligungen neu ausgerichtet. Auch die Herstellung von Formteilen für die Automobilindustrie wurde beibehalten, vor allem aufgrund der engen Bindungen über den Reifenabsatz, so dass die Stammwerke in Hannover-Vahrenwald und Limmer zunächst gesichert waren. Letztlich sollte es die gesamten 1970er Jahre dauern, die plötzlich erkennbare Krise zu überwinden.

### 1980er und 1990er Jahre

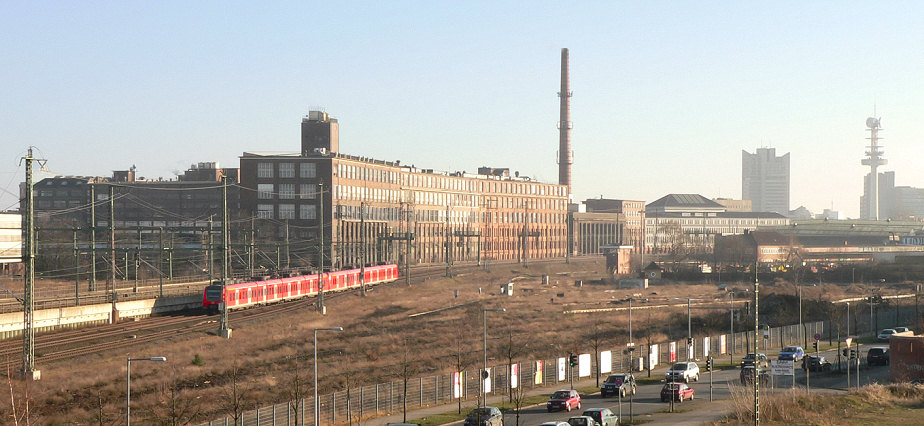
Rückseite des Continental-Werks in Hannover-Vahrenwald, Ansicht von der nahegelegenen Bahnlinie

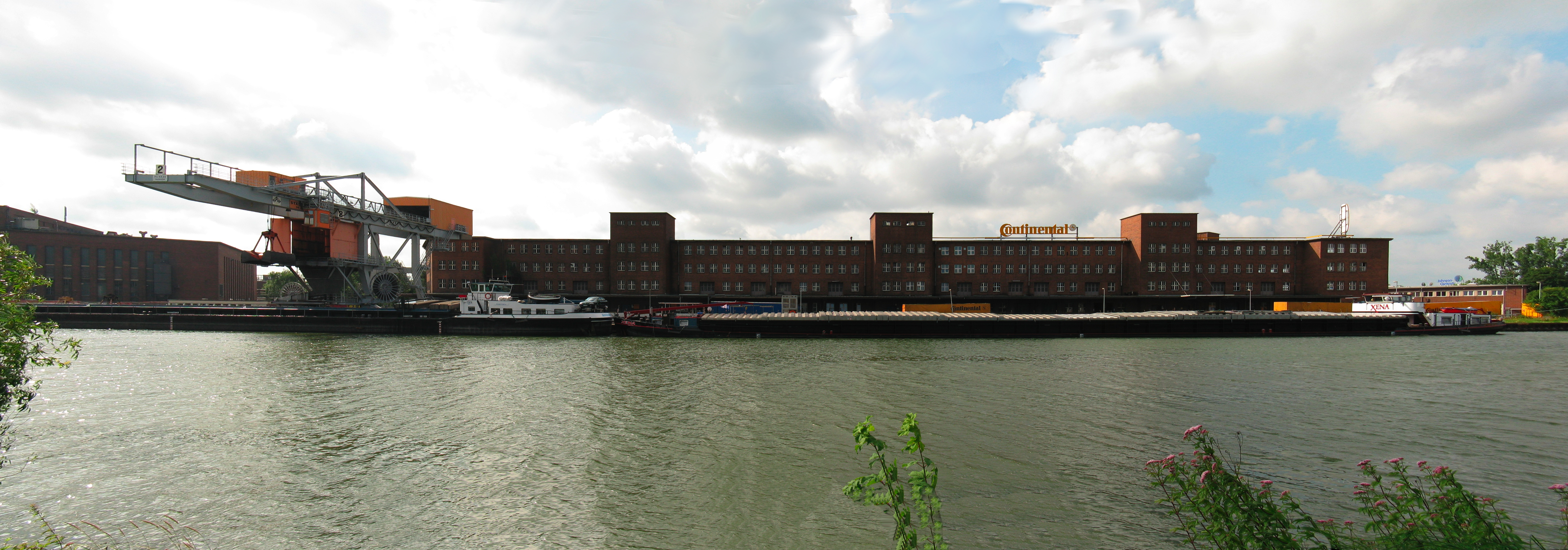
Panorama des Continental-Werks in Hannover-Stöcken, Ansicht vom gegenüberliegenden Kanalufer

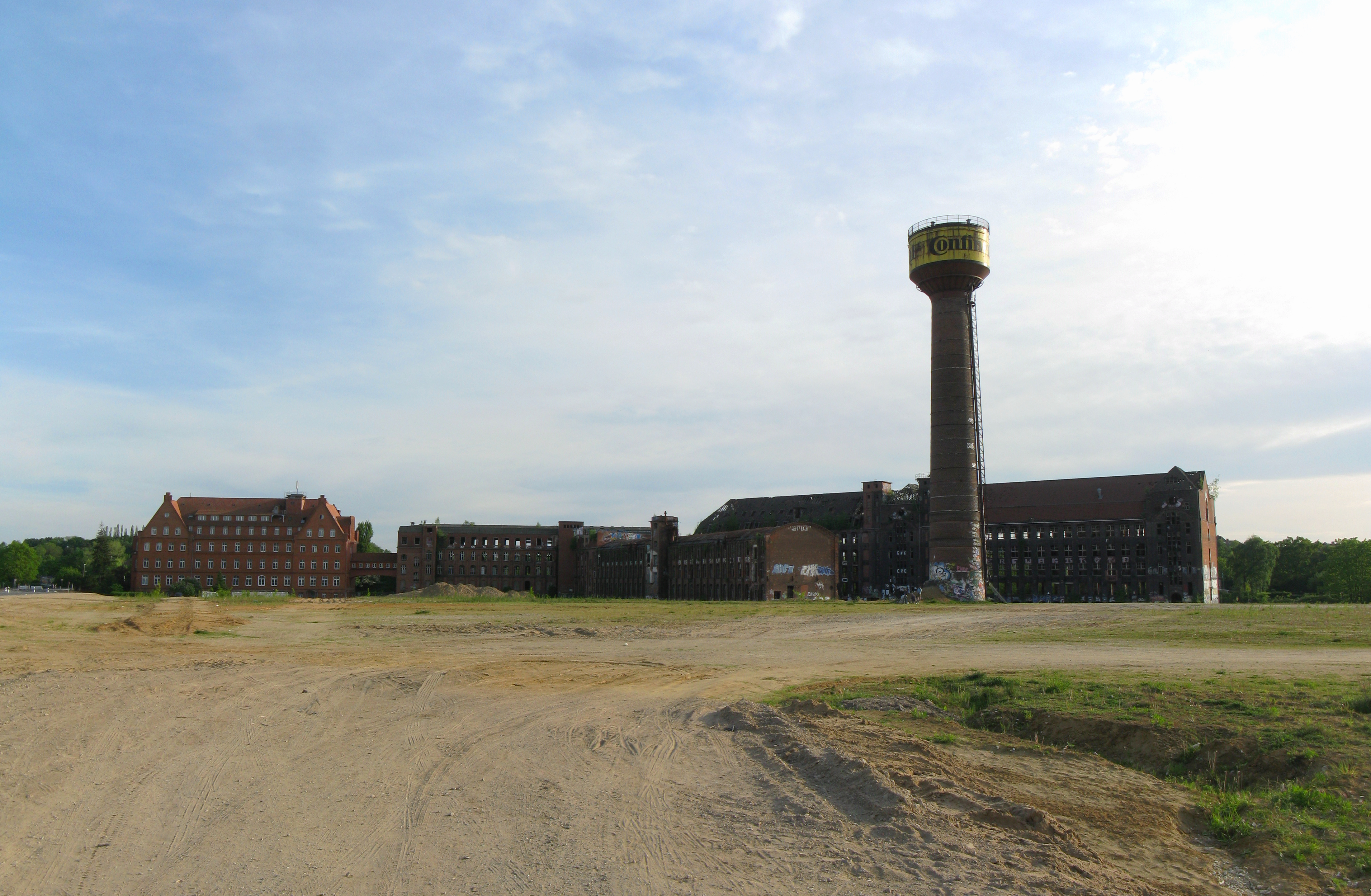
Ehemaliges Werk Hannover-Limmer; Hier entsteht die „Wasserstadt“.

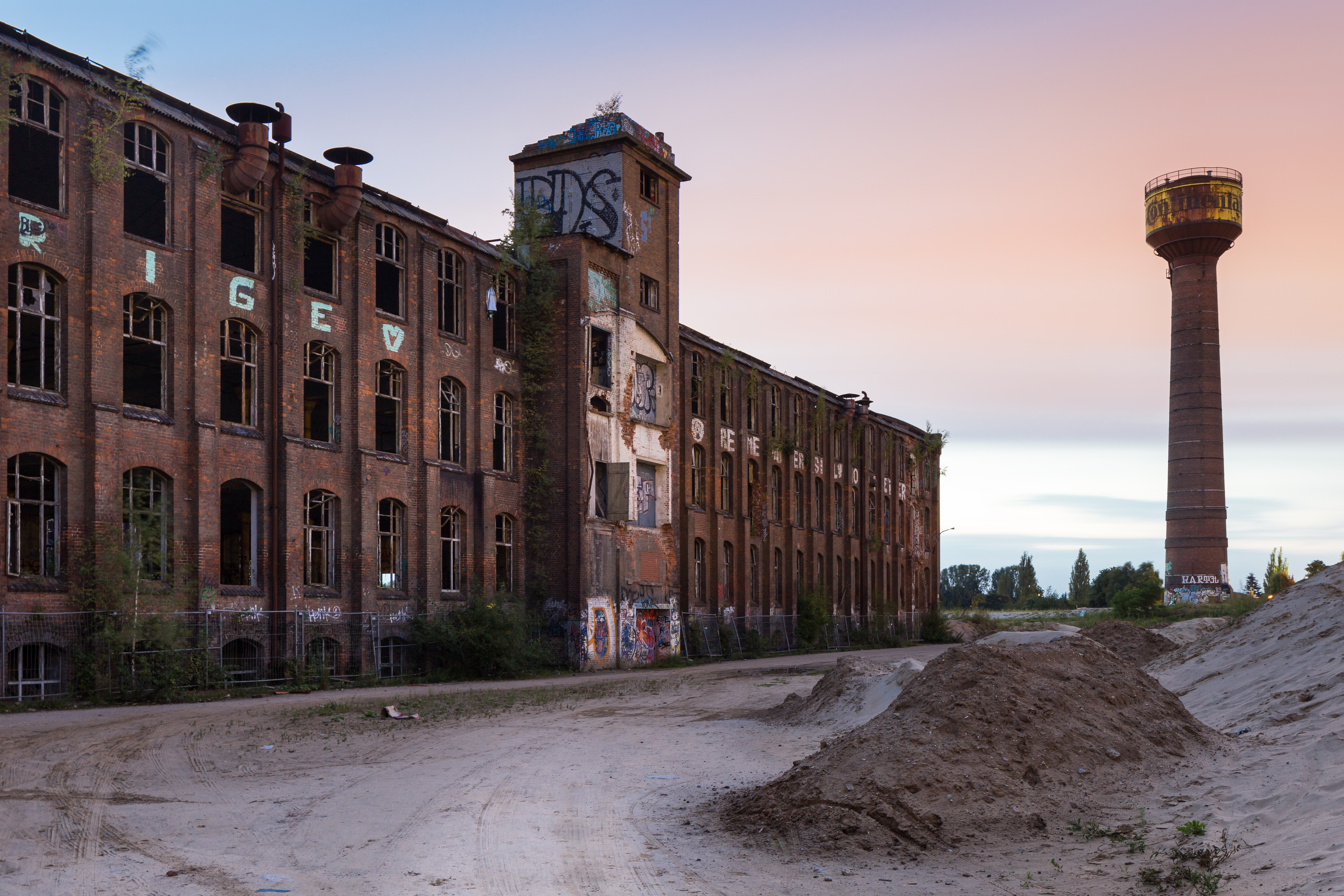
Ehemaliges Werk Hannover-Limmer

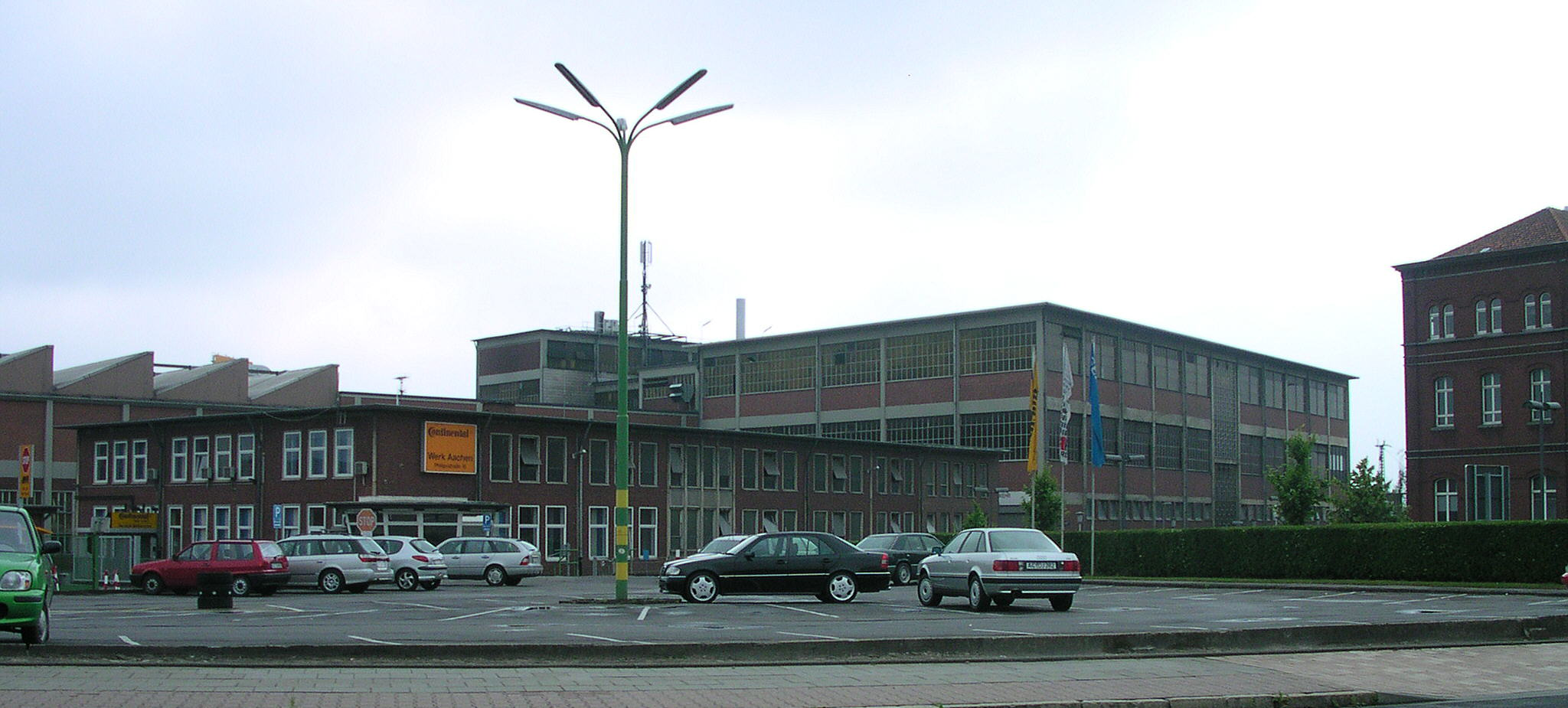
Uniroyal-Gebäude in Aachen (2006)

Im Oktober 1982 schloss das Unternehmen erneut einen Kooperationsvertrag mit dem US-amerikanischen Reifenhersteller General Tire ab, der 1981 einen Weltmarktanteil von 2,9 % besaß und jährlich 500.000 Reifen in den USA produzierte. 1987 verkaufte GenCorp die Tochtergesellschaft General Tire vollständig an die Continental AG.
Von 1990 bis 1993 versuchte der italienische Reifenhersteller Pirelli die Continental AG zu übernehmen. Dies wäre einer der ersten Fälle gewesen, in dem ein großes deutsches Unternehmen von einem ausländischen Mitbewerber übernommen worden wäre. Dementsprechend gab es ein großes Medienecho. Die Continental AG versuchte, die feindliche Übernahme zu verhindern. Dies gelang, da eine Abwehrfront unter Federführung der Deutschen Bank eine Sperrminorität erwarb und Pirelli nach langem Kampf die Liquidität ausging.

### Umstrukturierungen und Werksschließungen

#### Deutschland
2005 kam es in der Pkw-Reifenproduktion zu einem unerwartet geringen Wachstum. Daraufhin gab der Vorstandsvorsitzende Manfred Wennemer am 22. November 2005 bekannt, die Produktion von Pkw-Reifen im Stammwerk Hannover-Stöcken zum Jahresende 2006 trotz Rentabilität einzustellen. Dadurch verloren 320 Arbeiter ihren Arbeitsplatz. Dies führte zu Protesten seitens der Belegschaft. Am 6. Dezember 2005 fand zum ersten Mal in der Geschichte der Continental AG eine Betriebsvollversammlung aller in Deutschland beschäftigten Mitarbeiter an 26 Standorten statt. Hier forderten die Arbeitnehmervertreter die Zurücknahme der angekündigten Werksschließung. Am 23. Januar 2006 kam es zu einem erneuten Aktionstag der Beschäftigten mit einer Demonstration vor der Unternehmenszentrale in Hannover. Einen Tag später wurde bei einem Treffen von Geschäftsleitung, Betriebsrat und Gewerkschaft ein Kompromiss (Schließung erst Ende 2007) erzielt, der die Entlassung von rund 400 Mitarbeitern zur Folge hatte.
In seiner Amtszeit als Vorstandsvorsitzender der Continental AG hat Wennemer die Produktion konsequent an Kostengesichtspunkten orientiert und dabei neben Kostensenkungen in der Verwaltung auch die Verlagerung der Produktion zu Niedriglohnstandorten vorangetrieben. Heftige Kritik wurde geübt an der vorzeitigen Aufkündigung einer mit Gewerkschaft und Betriebsrat geschlossenen Vereinbarung über den Erhalt von Arbeitsplätzen gegen unbezahlte Mehrarbeit Ende 2005 im Stammwerk Hannover.
Im März 2009 wurde bekanntgegeben, die noch in Hannover-Stöcken verbliebene Lkw-Reifen-Fertigung einzustellen. Damit wurde die letzte verbliebene Reifenfertigung am Stammsitz in Hannover eingestellt. Knapp 800 Beschäftigte waren betroffen.
Im November 2013 eröffnete Continental in Hannover-Stöcken ein neues ContiLifeCycle-Werk, eine Kombination aus Heiß- und Kaltrunderneuerungswerk für Lkw- und Busreifen mit einer Gummirecyclinganlage, die bei voller Auslastung eine jährliche Kapazität von 180.000 Reifen hat.
Die frühere Division Powertrain mit zuletzt 7 Milliarden Euro Umsatz und rund 40.100 Mitarbeitern wurde zum 15. September 2021 abgespalten und ist seit dem 16. September 2021 unter dem Namen Vitesco Technologies an der Frankfurter Börse notiert.
Wenige Tage nach den Kommunalwahlen in Nordrhein-Westfalen 2020 wurden von der Konzernleitung die Schließungspläne des seit Ende der 1920er Jahre bestehenden Uniroyal-Reifenwerks Aachen-Rothe Erde am 30. September 2020 bekannt gegeben. Trotz profitabler Reifensparte waren 1800 Mitarbeiter von der Schließung Ende 2021 betroffen. Im April 2021 gab die Continental AG an, die komplette Schließung werde um ein Jahr verschoben und erst Ende 2022 erfolgen. Anfang Juni 2022 wurde bekannt, dass man ab dem ersten Quartal 2023 in Alsdorf Kraftstoffbehälter produzieren werde. Ein neues Werk sollte dort durch die Continental Fuel Storage Systems GmbH errichtet werden.
Im Juli 2023 gab Continental bekannt, das Werk in Gifhorn, das unter anderem für die Montage von Luftversorgungssystemen zuständig ist, bis Ende 2027 aufgrund von zu hohem Kostendruck zu schließen. Die Schließung betrifft rund 450 Arbeitsplätze.

#### Andere Länder
Werksschließungen gab es in zurückliegenden Jahren bereits in Dublin (Irland), Newbridge (Schottland), Herstal (Belgien), Gislaved (Schweden) und Traiskirchen (Österreich). Der Mischsaal in Traiskirchen wurde zunächst weitergeführt; zum 31. Dezember 2009 wurde auch dieser geschlossen. Ein seit 1998 schwelender Konflikt um eine Werksschließung im mexikanischen Guadalajara wurde Anfang 2005 beigelegt. Continental übernahm seinerzeit den mexikanischen Reifenhersteller Euzkadi und schloss das Unternehmen 2001 überraschend nach lang anhaltenden Kontroversen mit dem Euzkadi-Management und der Gewerkschaftsvertretung um Arbeitszeitverlängerungen und Lohnkürzungen. Dabei wurden etwa 1100 Arbeiter entlassen. Sie verhinderten durch Streikposten eine Werks-Demontage. Obwohl die Schließung vorübergehend von einem mexikanischen Bundesarbeitsgericht für rechtswidrig bzw. der Streik für rechtens erklärt wurde, kam es erst Anfang 2005 zu einer Lösung des Konflikts. Mit Hilfe der mexikanischen Regierung übernahmen die Arbeiter das Werk zu 50 Prozent.
Auch in den Vereinigten Staaten kam es zu Werksschließungen: So wurde in Mayfield (Kentucky) am 31. Dezember 2004 die Reifenproduktion eingestellt, der Mischsaal und einige Lageraktivitäten wurden zunächst weitergeführt, aber später eingestellt. Der Standort Charlotte (North Carolina) wurde am 15. September 2006 geschlossen. Seitdem verbleibt nur das Continental Tire Werk in Mount Vernon (Illinois) als US-Produktionsstandort für Pkw- und Lkw-Bereifung.

### Übernahmeversuch durch die Schaeffler-Gruppe
Am 14. Juli 2008 gab die Schaeffler-Gruppe bekannt, durch Swap-Geschäfte über 36 % der Conti-Aktien zu verfügen, wodurch die Schwelle von 30 % der Stimmrechte überschritten war, ab der den übrigen Aktionären ein Übernahmeangebot gemacht werden muss. Schaeffler unterbreitete am folgenden Tag das Pflichtangebot in Höhe von 69,37 Euro pro Aktie mit dem Ziel, den eigenen Anteil auf knapp 50 Prozent auszubauen. Nach ersten heftigen Abwehrreaktionen seitens der dreimal größeren Continental AG schloss diese am 21. August 2008 mit der Schaeffler-Gruppe eine weitreichende Investorenvereinbarung ab. Das Engagement der Schaeffler-Gruppe bei der Continental AG sollte sich innerhalb der folgenden vier Jahre auf eine Minderheitsbeteiligung von maximal 49,99 Prozent beschränken. Als Interessenvertreter aller Stakeholder der Continental AG wurde Bundeskanzler a. D. Gerhard Schröder benannt. Der auf 75 Euro je Aktie erhöhte Übernahmepreis wurde als Schnäppchen betrachtet. Auf Manfred Wennemer, der auf eigenen Wunsch von seinem ab dem 11. September 2001 ausgeübten Amt als Vorsitzender entbunden wurde, folgte am 31. August 2008 Karl-Thomas Neumann. Am 12. August 2009 löste Elmar Degenhart Neumann als Vorstandsvorsitzender ab.
Nach der Insolvenz der US-amerikanischen Bank Lehman Brothers am 15. September 2008 im Zuge der internationalen Finanzkrise kam es zu einem Kursverfall an den Börsen. Nun wurden der Schaeffler-Gruppe 90 % der Continental-Aktien zum Übernahmepreis von 75 Euro angedient, während der Börsenkurs der Aktien auf unter 20 Euro gefallen war. Aufgrund der Verpflichtungen aus dem Übernahmeangebot musste Schaeffler zum hohen Kurs die angedienten Continental-Aktien abnehmen, parkte jedoch rund 40 % bei Bankhäusern wie M.M.Warburg & CO und Metzler. Die Folge war, dass die Schaeffler-Gruppe sich höher als geplant verschuldete und die Continental AG zu Beginn des Jahres 2009 nur noch ein Viertel so viel wert war wie geplant. Dadurch verringerte sich die Kreditsicherheit für das Bankenkonsortium unter der Führung der Royal Bank of Scotland, das das Geld für die Übernahme verliehen hatte. Zum Konsortium gehörten die Commerzbank, die Dresdner Bank, die HypoVereinsbank, die Landesbank Baden-Württemberg und die Schweizer UBS. Die Deutsche Bank, Hausbank der Schaefflers, hatte sich wegen der befürchteten hohen Schulden nicht beteiligt.
Zwischen Continental und Schaeffler eskalierte der Streit, wie die ungeahnte Schuldenlast abgebaut und die Verschmelzung der beiden Konzerne gerettet werden könne. Zwei Strategien wurden kontrovers diskutiert:
- Verkauf des Reifengeschäfts der Continental AG
- Kauf des Automobilgeschäfts von Schaeffler durch die Continental AG (Statt einen Kaufpreis zu zahlen, würde Continental dabei die Schulden von Schaeffler mit übernehmen.)

Über diese beiden Strategien kam es zum Streit zwischen dem Aufsichtsratsvorsitzenden der Continental AG Hubertus von Grünberg und dem Geschäftsführer der Schaeffler-Gruppe Jürgen Geißinger. Nachdem Schaeffler Anfang 2009 die faktische Aktienmehrheit an der Continental AG erworben hatte, trat Grünberg am 24. Januar 2009 von seinem Posten zurück. Der Schaeffler-Berater Rolf Koerfer, ein Rechtsanwalt und Spezialist für Fusionen, wurde neuer Aufsichtsratsvorsitzender. Seit September 2009 führt der Linde-Vorstandschef Wolfgang Reitzle den Aufsichtsrat. Die Schaeffler-Gruppe ist mit vier Mitgliedern vertreten, darunter Maria-Elisabeth Schaeffler. Durch die Übernahme, die im Januar 2009 vollzogen wurde, entstand der drittgrößte Autozulieferer der Welt.
Continental und Schaeffler versuchten Ende Januar 2009, staatliche Hilfen zum Fortbestehen ihrer Unternehmensgruppe zu erhalten. Die Landesregierungen von Niedersachsen und Bayern diskutierten eine Hilfe in Höhe von jeweils ca. 500 Millionen Euro. Im Dezember 2009 waren Continental mit 9,5 Mrd. Euro und Schaeffler mit 12 Mrd. Euro verschuldet.

### Entwicklung des Konzern-Logos und Neugestaltung 2013
Bereits 1876 hatte die damalige Continental-Caoutchouc- und Gutta-Percha Compagnie als Vorgängerin der heutigen Continental AG ein springendes Pferd als Warenzeichen für Hufpuffer angemeldet (orthopädisches Gummistück zwischen Huf und Hufeisen, das vor allem im Winter Schnee- und Eis-Einballen vermindert, ebenso wie Schädigungen durch Erschütterungen und Eindringen von Sand und Steinchen).

Continental-Logo bis Anfang 2013

1882 wurde das „Conti-Pferd“ als Marke durch Eintragung beim Kaiserlichen Patentamt in Berlin angemeldet und seitdem zum globalen Markenzeichen, dabei im Lauf der Jahrzehnte leicht abgewandelt. Das bisherige Logo wurde 2012/2013 in einem längeren Markenarchitektur- und Positionierungsprozess überarbeitet und neu gestaltet. Der Schriftzug blieb weitgehend gleich – mit Detailanpassungen in der Buchstabengestaltung.

Continental-Logo ab Mai 2013

„Die charakteristische Ligatur der Buchstaben C und O behalten wir bei“, stellte der im Mai 2013 vorgestellte Geschäftsbericht dar. Die farbliche Gestaltung wurde angepasst: nun schwarze Schrift auf orangefarbenem Grund. Das Pferd wurde dagegen grundlegend überarbeitet, aus dem bisherigen umgebenden Kreis mit Panier „befreit“, und „selbstbewusst stehend“ dargestellt, während das bisherige Pferd nach Aussage des Vorstandsvorsitzenden Elmar Degenhart „eine eher fallende und unnatürliche Haltung“ angenommen habe, wie auch Pferdeexperten bestätigt hätten.

### Werk in Litauen
Seit 2019 fertigt Continental Elektronik-Komponenten in der zweitgrößten litauischen Stadt Kaunas. Das Unternehmen investierte dafür rund 95 Millionen Euro für eine Produktionsfläche von zunächst 16.000 Quadratmetern mit 1000 Arbeitsplätzen. Im Juli 2021 wurde ein weiterer Ausbau mit Investitionen von 90 Mio. Euro angekündigt.

### Neue Unternehmenszentrale 2023
Im Dezember 2023  eröffnete Continental mit 150 Gästen aus Wirtschaft, Politik und Kultur seine neue Hauptverwaltung in Hannover offiziell. Sie besteht aus insgesamt acht miteinander verbundenen Gebäuden. Eine Verbindung ist die 71 Meter lange Conti-Brücke, die die Hans-Böckler-Allee überspannt. Der neue Verwaltungssitz bietet in der ersten Ausbaustufe Platz für 1250 Beschäftigte. Eine spätere Erweiterung auf 1600 Arbeitsplätze ist möglich. Spatenstich war im Juli 2018, das Richtfest im November 2019. Die bisherige Konzernzentrale an der Vahrenwalder Straße bot rund 900 Arbeitsplätze.

## Konzernstruktur

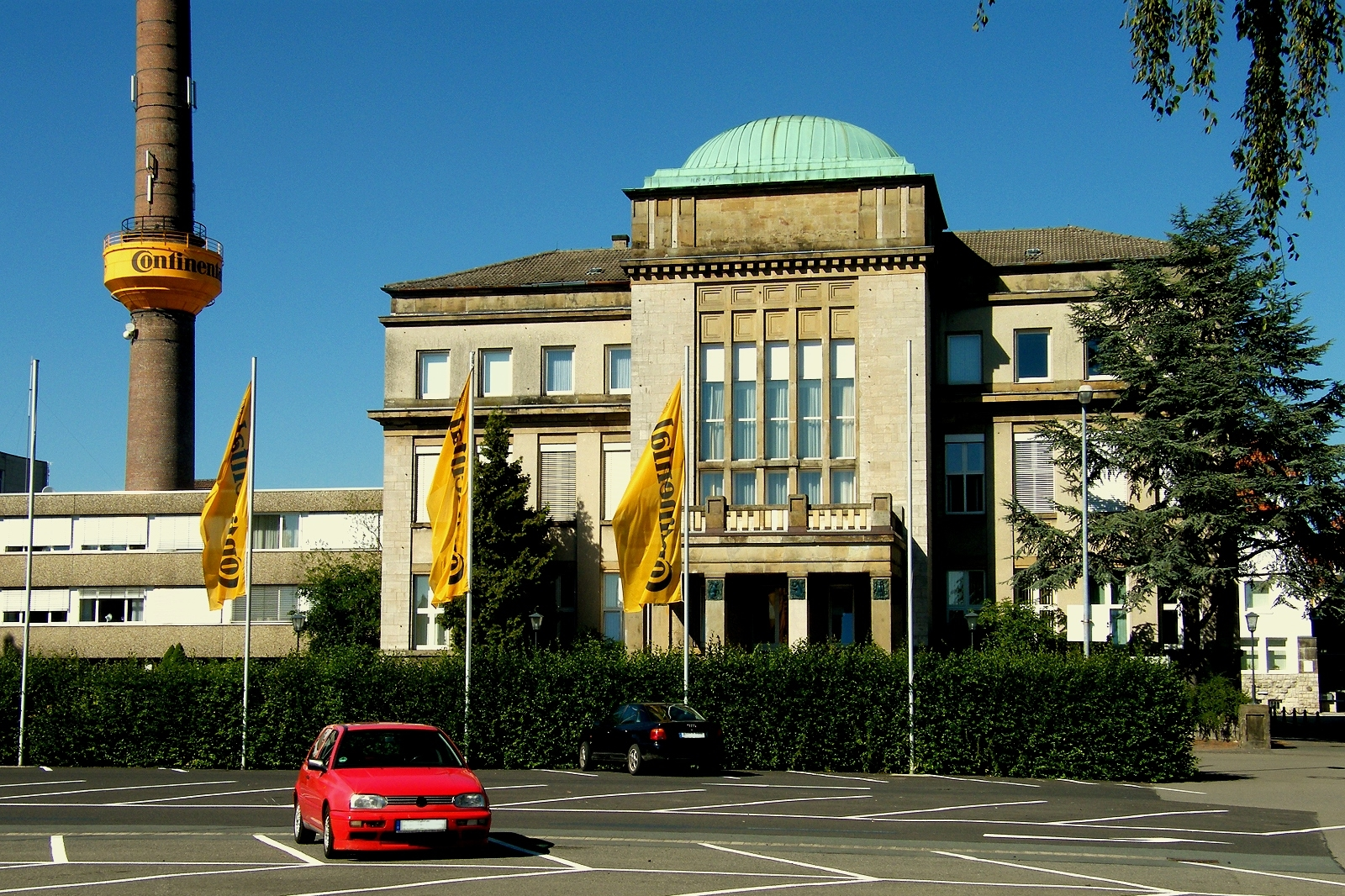
Verwaltungsgebäude des Werks Korbach

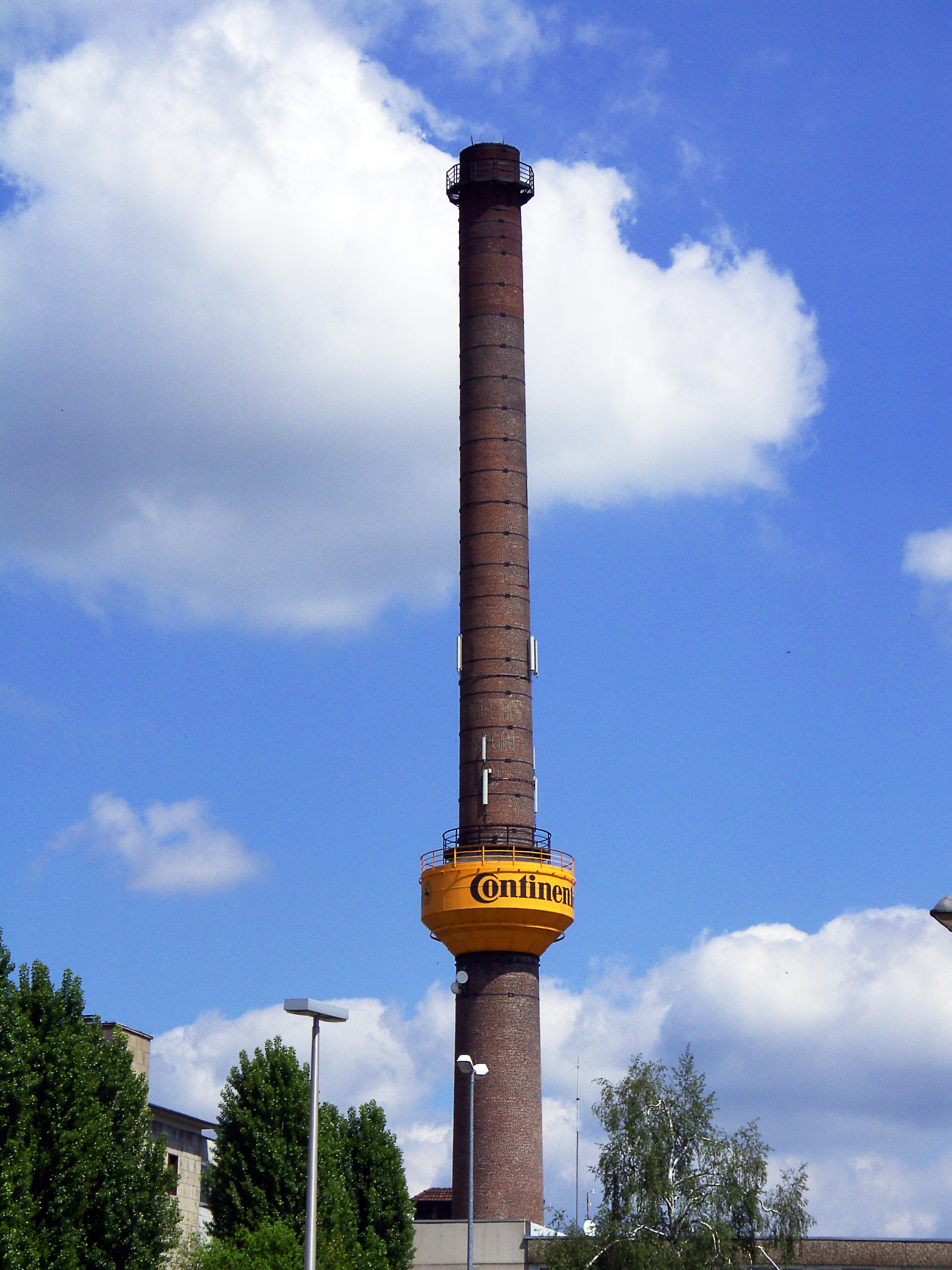
Schornstein des Werks Korbach

Die Continental AG gliedert sich in vier Unternehmensbereiche mit insgesamt 16 Geschäftsfeldern. Die Geschäftsfelder sind jeweils den übergeordneten Unternehmensbereichen Automotive, Tires, ContiTech und Contract Manufacturing zugeordnet.
Die ContiTech AG wurde mit der 2004 bekanntgegebenen Übernahme der Phoenix AG gestärkt. Durch den Zusammenschluss beider Unternehmen im Januar 2007 wurden die verbliebenen Aktionäre der Phoenix AG zu Aktionären der ContiTech AG. ContiTech-Aktien wurden an den Börsen in Hamburg und Hannover gehandelt.
Die ContiTemic befasst sich mit elektronischen Bremssystemen, Insassenschutz, Komfortelektronik und Antriebstechnik. Mit dem Zulieferer ZF Sachs (Antriebe) und weltweiten Partnern für Energiespeicher liefert die ContiTemic komplette Hybrid-Antriebe an Automobilhersteller wie u. a. General Motors und Daimler AG.
Im Juli 2006 erwarb Continental das Automobilelektronik-Geschäft von Motorola (Geschäftsbereiche Fahrwerksteuerung und Antrieb, Sensorik und Komfortelektronik sowie das Telematikgeschäft), um unter anderem die eigene Sparte „Continental Automotive Systems“ mit einem neuen „Geschäftsbereich Telematik“ zu ergänzen. Durch die Integration der Motorolabereiche in den Continental-Konzern werden die Bezeichnungen „Temic“, „Teves“ und „Motorola“ nicht mehr geführt, sondern es wird nur noch „Continental Automotive Systems“ für alle Elektronik-Töchter benutzt.
2007 übernahm Continental nach einigen Jahren des Joint Ventures die Marke Matador komplett. Die Continental AG ging damit einen weiteren strategischen Schritt, Fertigungskapazitäten in Niedriglohn-Ländern zu schaffen.
Am 25. Juli 2007 wurde bekanntgegeben, dass Continental den Automobilzulieferer Siemens VDO Automotive übernehmen werde. Der Kaufpreis betrug 11,4 Mrd. Euro. Am 29. November 2007 wurde der Kauf vom EU-Wettbewerbskommissar ohne Auflagen genehmigt und rechtskräftig.
Im Februar 2014 erwarb Continental die Veyance Technologies Inc. von der Carlyle Group für 1,9 Mrd. US-Dollar. Der Erwerb wurde am 30. Januar 2015 vollzogen.
Im Juli 2018 wurde bekannt, dass Continental einen umfassenden Konzernumbau plant, der eine Holdingstruktur unter der Dachmarke Continental Group zum Ziel hat. Im August 2023 wurde bekannt, dass der Aufsichtsrat eine Aufspaltung der Continental AG prüft. In diesem Szenario könnte das Unternehmen den Bereich Reifen und die Industrieaktivitäten von Contitech behalten. Der überwiegende Teil des Automobilzuliefergeschäfts stünde dann zum Verkauf. Auf der Hauptversammlung 2025 am 25. April beschlossen die Aktionäre die Abspaltung des Automotive-Geschäfts unter dem Namen Aumovio und die von ContiTech.
Im August kündigte Conti an, Aumovio im September an die Börse zu bringen.

## Konzern-Kennzahlen
Wesentliche Kennzahlen zum Unternehmenskonzern haben sich wie folgt entwickelt:
| Jahr                                 | 2017    | 2018    | 2019    | 2020    | 2021    | 2022    | 2023    | 2024    |
| ------------------------------------ | ------- | ------- | ------- | ------- | ------- | ------- | ------- | ------- |
| Umsatz (in Mio. Euro)                | 44.010  | 44.404  | 44.478  | 37.722  | 33.765  | 39.409  | 41.421  | 39.719  |
| Ergebnis nach Steuern (in Mio. Euro) | 2.985   | 2.897   | −1.225  | −962    | 1.298   | 67      | 1.156   | 1.168   |
| Bilanzsumme (in Mio. Euro)           | 38.352  | 41.485  | 43.982  | 41.597  | 37.340  | 39.442  | 39.179  | 38.287  |
| Eigenkapital (in Mio. Euro)          | 16.290  | 18.333  | 15.876  | 12.639  | 12.643  | 13.735  | 14.125  | 14.798  |
| Dividende je Aktie                   | 4,50    | 4,75    | 3,00    | 0,00    | 2,00    | 1,50    | 2,20    | 2,50    |
| Anzahl Mitarbeiter                   | 235.473 | 243.226 | 241.458 | 236.386 | 190.875 | 199.038 | 202.763 | 190.159 |

## DAX
Continental gehört zu den führenden börsennotierten Gesellschaften der deutschen Nachkriegsgeschichte. Bei der Gründung des deutschen Leitindex DAX 1988 gehörte die Continental AG zum Kreis der 30 für den DAX ausgewählten Titel.

### Abstieg aus dem und Wiederaufstieg in den DAX
Da die Aktie 1996 bei den Auswahlkriterien Marktkapitalisierung und Börsenumsatz nicht mehr zu den Führenden zählte, fiel sie aus dem DAX heraus und war danach im MDAX enthalten. Von 2003 bis 2008 gehörte sie wieder zum DAX. Im Zuge der Übernahme von Aktien durch Schaeffler fiel die freie Marktkapitalisierung jedoch unter die DAX-Aufnahmeschwelle und die Aktie wurde im Dezember 2008 erneut in den MDAX zurückgestuft. Seit dem 24. September 2012 ist die Continental AG wieder im DAX gelistet. Continental war damit das einzige Unternehmen, das zweimal den Wiederaufstieg in den DAX schaffte.

### Aktionärsstruktur
Hauptaktionär der Continental AG ist die Familie Schaeffler, die durch die IHO Verwaltungs-GmbH 35,99 % und durch die IHO Beteiligungs-GmbH weitere 10,01 %, insgesamt also 46 % der Inhaber-Stammaktien hält (Stand 19. Februar 2023). Die übrigen 54 % der Anteile befinden sich im Streubesitz.

### Aufsichtsrat
- Wolfgang Reitzle (Vorsitz seit 28. September 2009)
- Hasan Allak * (seit 2019)
- Christiane Benner * (seit 1. März 2018, stellvertretende Vorsitzende)
- Dorothea von Boxberg (seit 2022)
- Stefan Buchner (seit 1. Januar 2022)
- Gunter Dunkel (seit 23. April 2009)
- Francesco Grioll * (seit 2018)
- Michael Iglhaut * (seit 2006)
- Satish Khatu (seit 2019)
- Isabel Corinna Knauf (seit 2019)
- Carmen Löffler (seit 16. September 2021)
- Sabine Neuß (seit 2014)
- Rolf Nonnenmacher (seit 2014)
- Dirk Nordmann * (seit 2004)
- Lorenz Pfau * (seit 2019)
- Klaus Rosenfeld (seit 23. April 2009)
- Georg F. W. Schaeffler (seit 5. Februar 2009)
- Jörg Schönfelder * (seit 2004)
- Stefan Scholz * (seit 2015)
- Elke Volkmann * (seit 2014)[44]

### Ehemalige Angehörige des Managements
- Manfred Bodin (Aufsichtsratsmitglied bis 23. April 2009)
- Ralf Cramer (Vorstandsmitglied bis 15. August 2017)
- Elmar Degenhart (Vorstandsvorsitzender bis 30. November 2020)
- Michael Frenzel (Aufsichtsratsmitglied bis 15. September 2009)
- Hubertus von Grünberg (Aufsichtsratsvorsitzender bis 6. März 2009)
- Carl Hahn junior (Vorstandsvorsitzender 1973–1981)
- Alfred Herrhausen (Aufsichtsratsvorsitzender bis 30. November 1989)
- Alan Hippe (Vorstandsmitglied bis 28. Februar 2009)
- Hartmut Meine * (stellvertretender Vorsitzender, bis 28. Februar 2018)
- Karl-Thomas Neumann (Vorstandsvorsitzender bis 12. August 2009)
- Jürgen Stockmar (Aufsichtsratsmitglied bis 25. Januar 2009)
- Christian Streiff (Aufsichtsratsmitglied bis 3. Februar 2009)
- Manfred Wennemer (Vorstandsvorsitzender bis 31. August 2008)
- Thomas Sattelberger (Personalvorstand und Arbeitsdirektor von 2003 bis 2007)
- Heinz-Gerhard Wente (Vorstandsmitglied bis 30. April 2015)

## Produktion

### Reifen

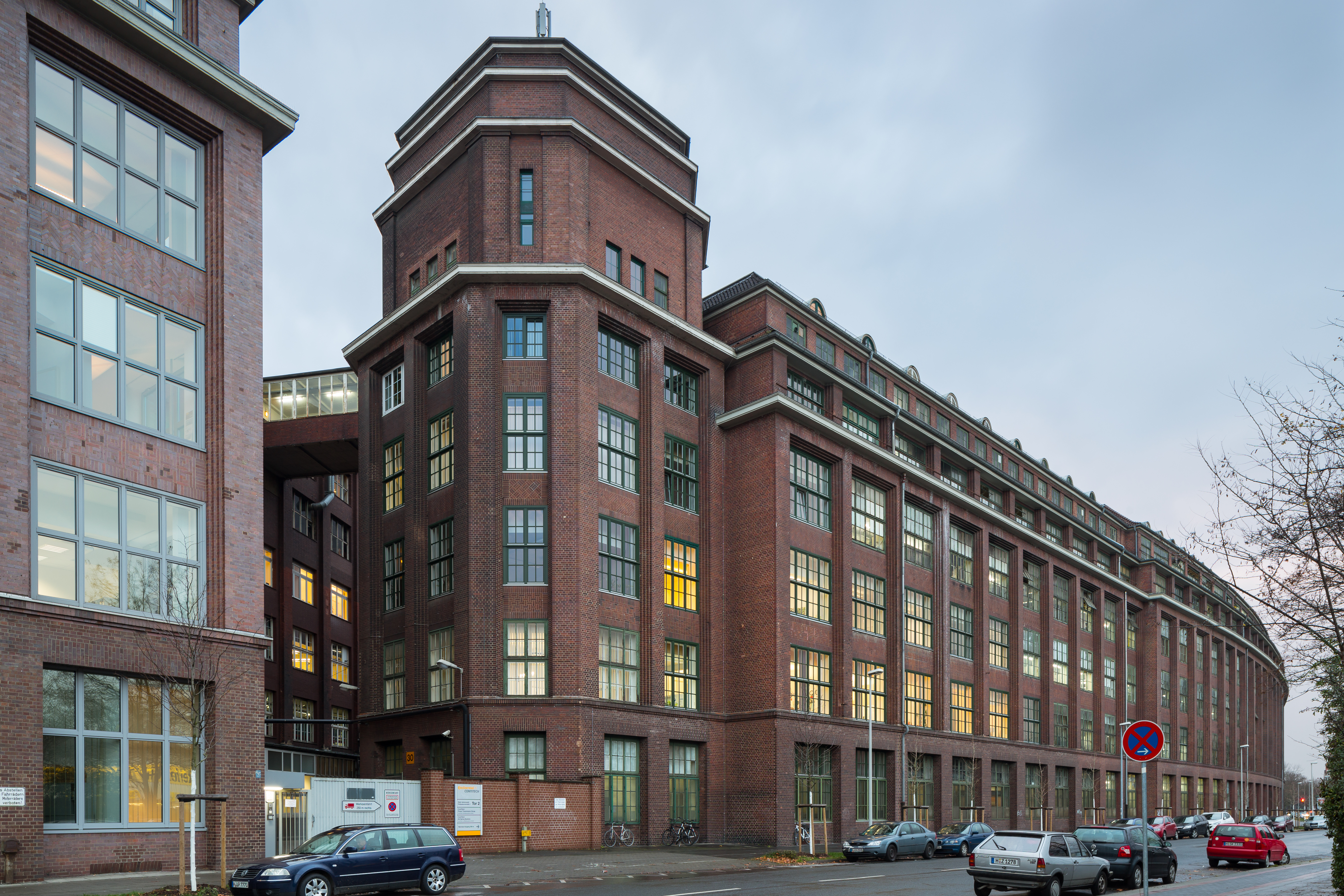
Continental-Stammwerk in Hannover-Vahrenwald (Ansicht Philipsbornstraße)

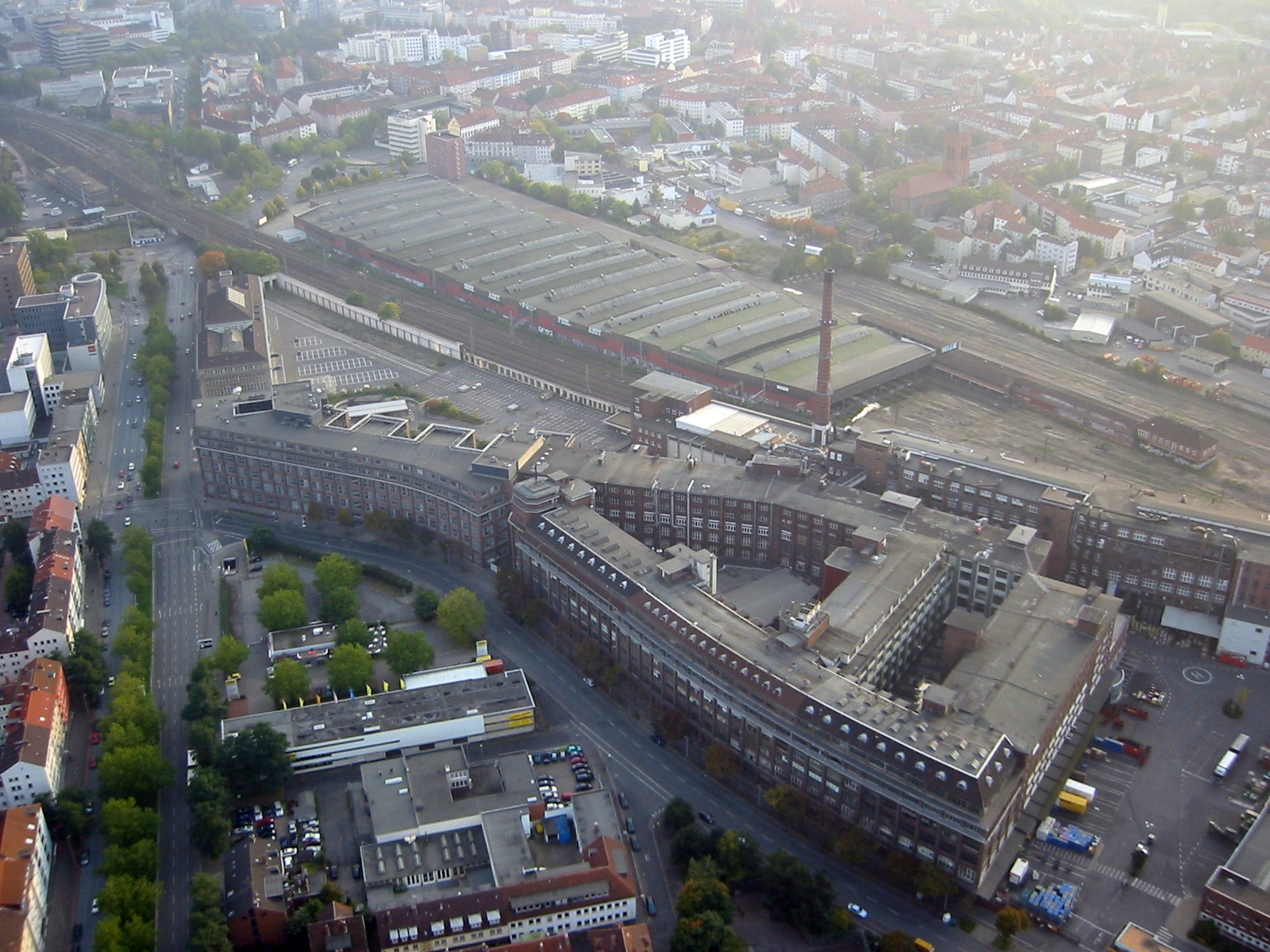
Luftbild der Continental-Werksgebäude in Hannover

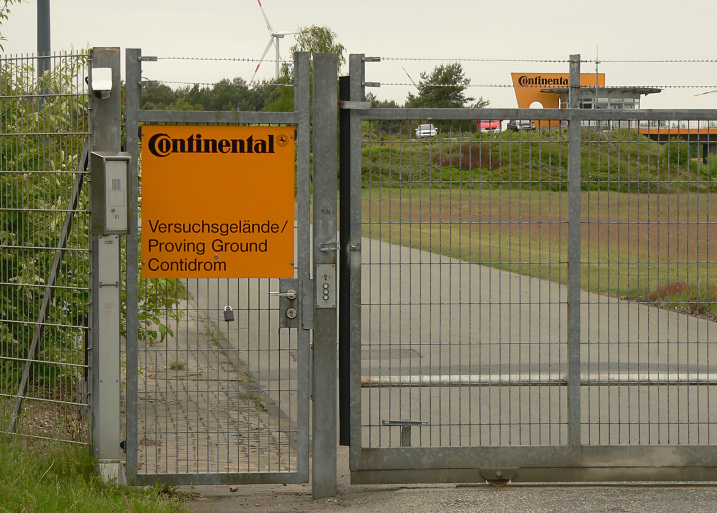
Testgelände Contidrom bei Jeversen

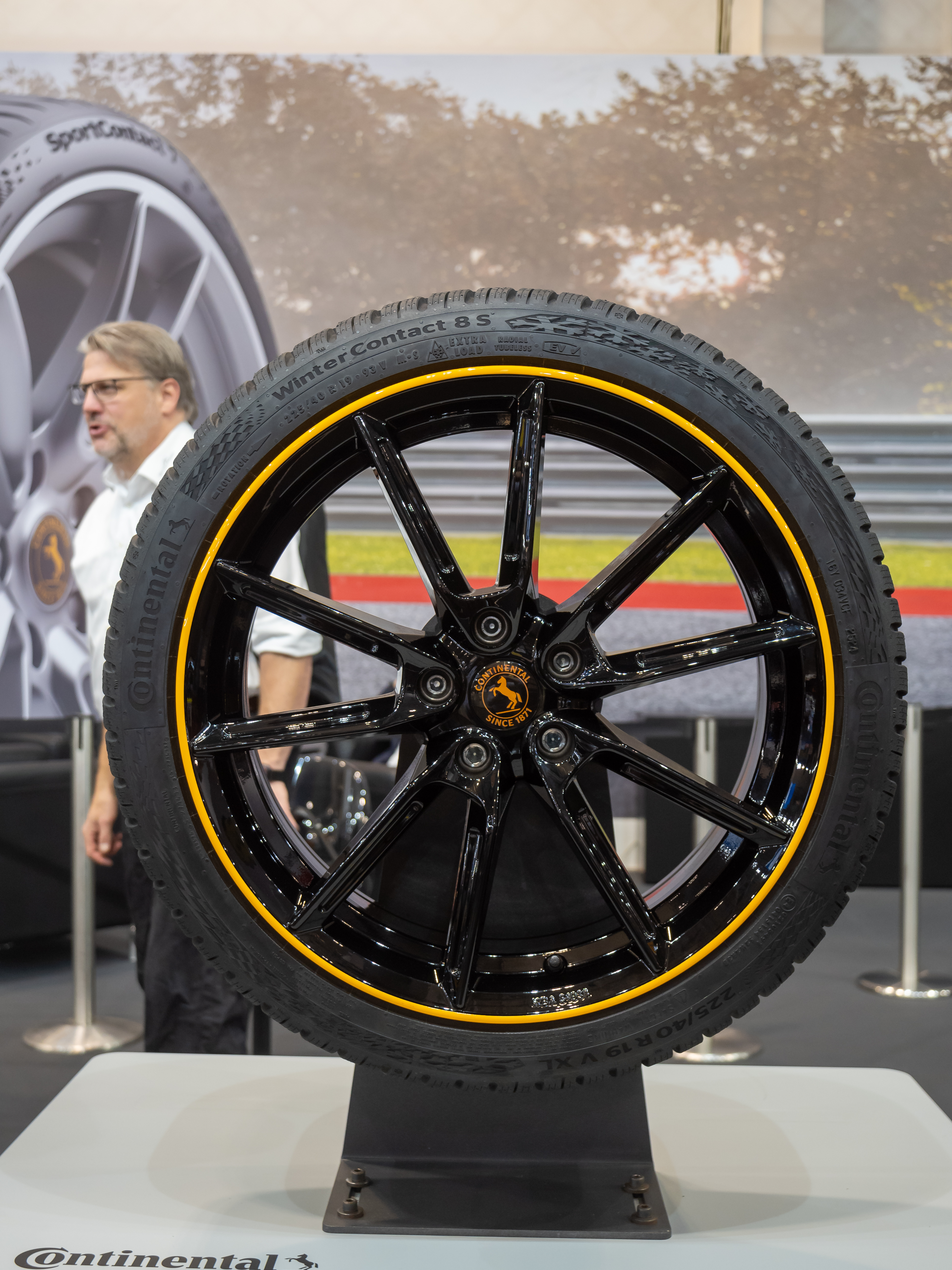
Moderner Winterreifen WinterContact 8S

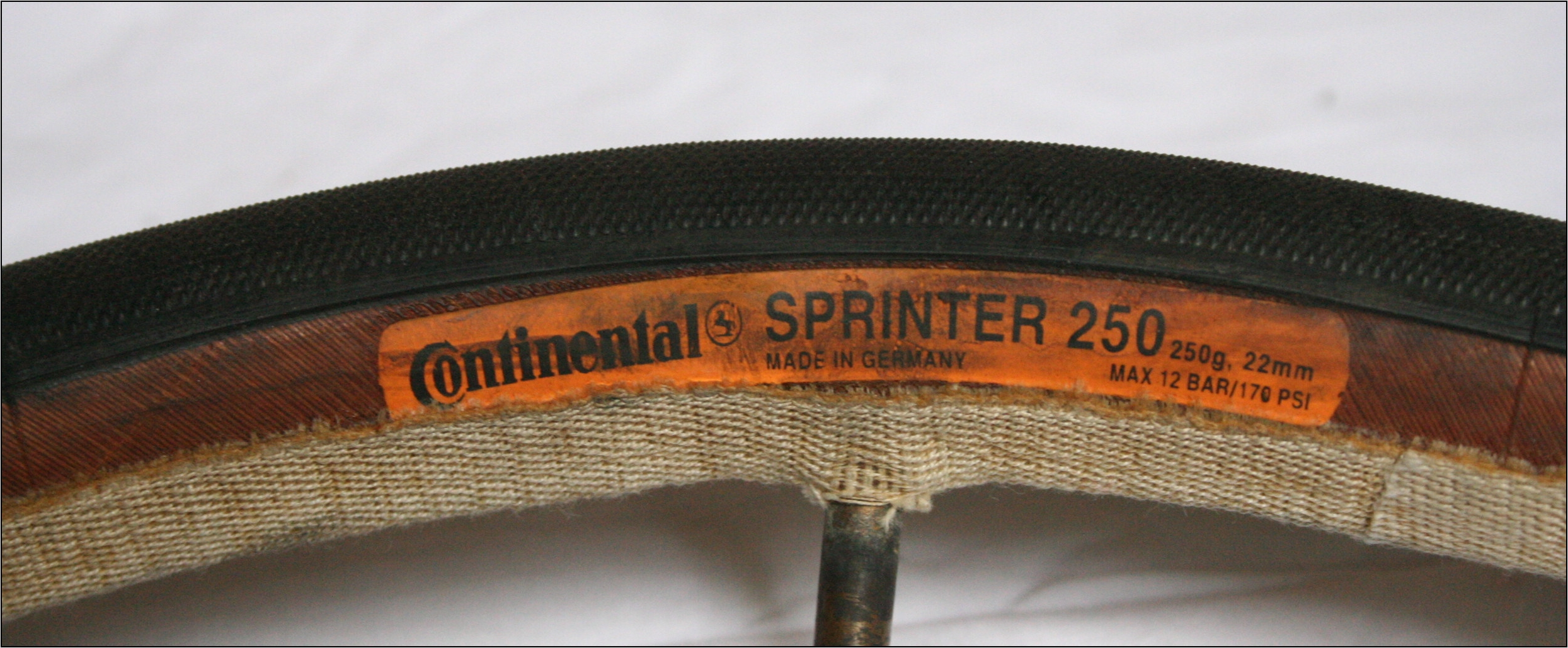
Continental-Fahrrad-Schlauchreifen „Sprinter 250“ aus den 1990er Jahren

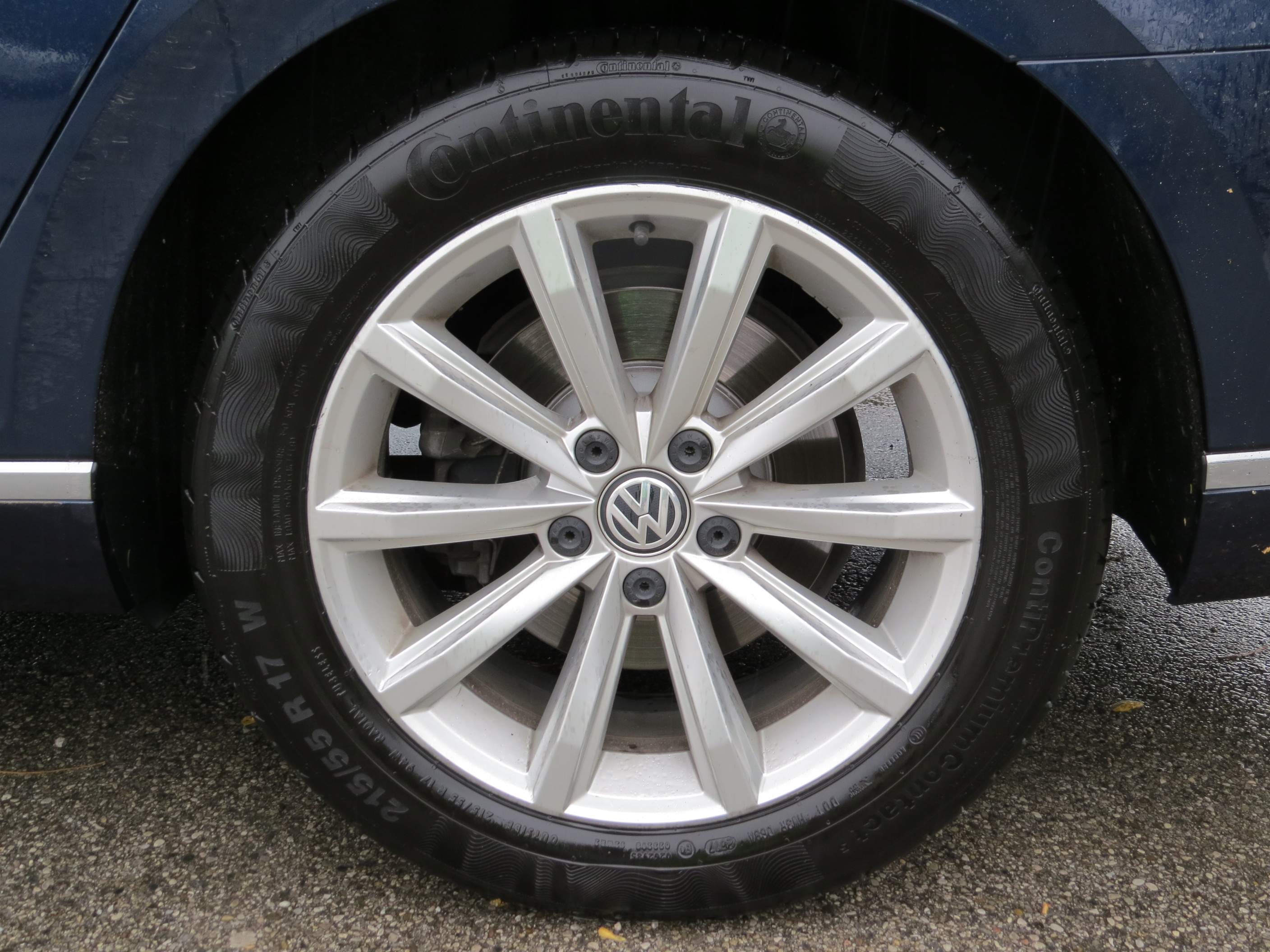
Autoreifen ContiPremiumContact 5 auf einer Leichtmetallfelge von Volkswagen in der Dimension 215/55 R 17 (2017)

Die Continental AG ist nach Bridgestone, Michelin und Goodyear der viertgrößte Reifenhersteller der Welt. Die Division Pkw-Reifen (Europa) umfasst die Marken Continental, Uniroyal, Semperit, Sportiva, Barum, General Tire, Euzkadi, Viking, Gislaved, Mabor und Matador. Weiterhin wird eine ganze Reihe von Hausmarken gefertigt, zum Beispiel für Reifengroßhändler. Mit Wirkung zum 1. November 2004 verkaufte sie den Geschäftsbereich Landwirtschaftsreifen an die tschechische ČGS.
Im Jahr 1985 übernahm Continental die Reifensparte der Semperit AG im niederösterreichischen Traiskirchen und damit deren Tochtergesellschaften in Slowenien Sava und in Tschechien Barum. 2002 wurde die Reifenproduktion aus Traiskirchen ganz nach Tschechien verlagert. Die noch verbliebene Produktion für Gummimischungen wurde Ende 2009 ebenfalls geschlossen.
Im grenzüberschreitenden Gewerbepark Avantis in den Gemeinden Heerlen in den Niederlanden und Aachen in Deutschland befindet sich ein Conti-Reifenlager.

### Fahrzeugsysteme
Ab 1995 etablierte sich der Unternehmensbereich Continental Automotive Systems (CAS). Dabei handelt es sich um elektronisch gesteuerte Fahrwerk- und Fahrzeugsicherheitssysteme (z. B. bei Bremsen, Reifendruck, Fahrerassistenzsystem, ESP, Airbagsteuergeräte, Beschleunigungssensoren). Das Unternehmen ist mit diesem Bereich weltweiter Zulieferer der Automobilindustrie in den Bereichen Fahrsicherheit, Antrieb und Komfort. Mit dem Erwerb des Bremsenherstellers Alfred Teves GmbH 1998 mit Sitz in Frankfurt am Main, der zu der Zeit von der US-amerikanischen ITT Automotive abgestoßen wurde, und des Automobilelektronikherstellers Temic mit Sitz in Nürnberg (2001 von DaimlerChrysler übernommen) übertrifft dieser Unternehmensbereich die Reifenproduktion und wurde zum größten Standbein des Unternehmens. 2004 lag der Anteil am Gesamtkonzernumsatz bei rund 40 Prozent. In der Nähe von Brimley (Michigan) unterhält das Unternehmen ein Entwicklungszentrum mit Testgelände (46° 22′ 15″ N, 84° 34′ 17″ W). Eine weitere Teststrecke zum Testen von Reifen, das Contidrom, liegt 35 km nordöstlich von Hannover in Wietze-Jeversen in der Südheide.
Marken des Geschäftsbereichs CAS (Continental Automotive Systems):
- ATE (Abkürzung für Alfred Teves) (ABS-/ESP-Elektronik, Independent Aftermarket, Fahrzeugersatzteile)
- Barum (Independent Aftermarket, Fahrzeugersatzteile)
- Temic (Fahrwerkelektronik, Motormanagement, Getriebesteuerung, Komfortelektronik, Elektromotoren, Insassenschutz)
- Teves (Brems-, Stabilitäts- und Fahrwerkregelsysteme)
- VDO (nach erfolgter Übernahme der Siemens VDO Automotive AG)

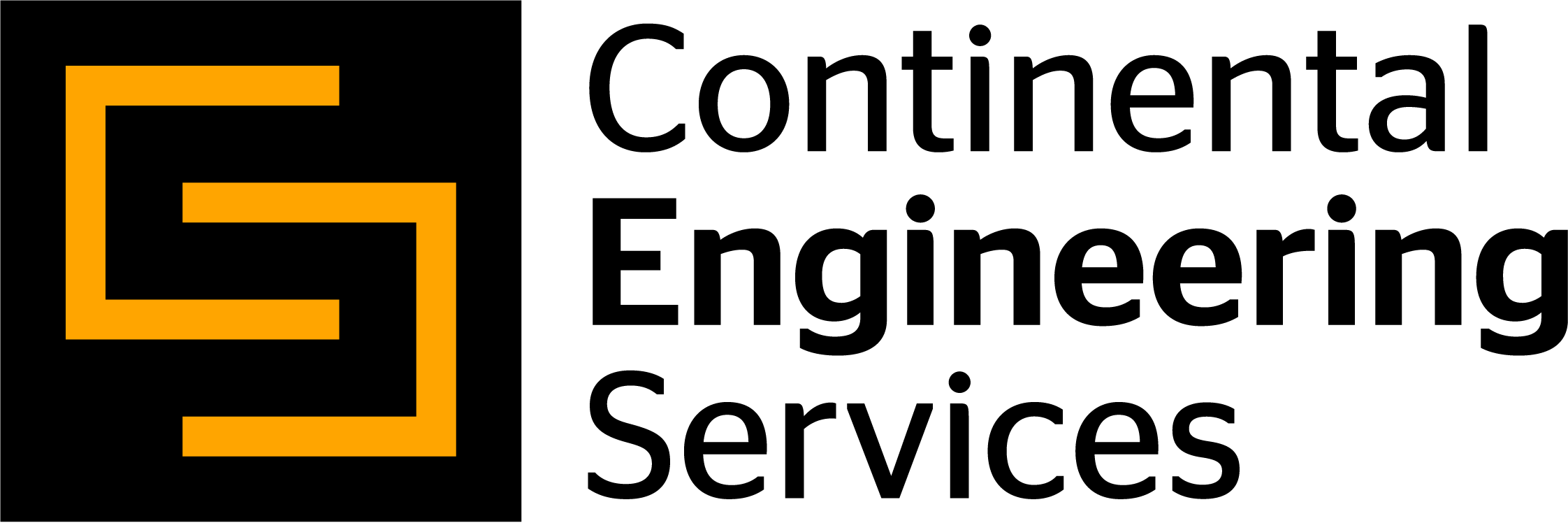
Logo von Continental Engineering Services

Neben der Produktion von Fahrzeugsystemen bietet Continental über die Tochtergesellschaft Continental Engineering Services GmbH (CES) Ingenieursdienstleistungen für die Automobilindustrie an. CES ist auf die Anpassung und Individualisierung von Großserientechnik des Continental-Konzerns für Kleinserienproduktionen und Nischenanwendungen spezialisiert. Darüber hinaus adaptiert das Unternehmen Automobiltechnik für die Anwendung außerhalb der Automobilbranche. CES wurde 2006 gegründet und beschäftigt heute über 2200 Mitarbeiter an 24 Standorten weltweit. Laut einer Untersuchung der Zeitschrift Automobilwoche zählt CES mit einem Umsatz von 100 Millionen Euro im Jahr 2012 zu den 20 stärksten Entwicklungsdienstleistern weltweit.

## Ermittlungen wegen VW-Abschalteinrichtung
Ermittler durchsuchten Anfang Juli 2020 mehrere Standorte im Zusammenhang mit von VW genutzten Abschaltsystemen in der Abgasreinigung. Auch Ingenieure des Zulieferers standen im Visier der Strafverfolger. Der Spiegel zitierte Staatsanwalt Oliver Eisenhauer, man ermittle gegen Mitarbeiter von Continental wegen der Beihilfe zum Betrug und wegen der Vorlage falscher Unterlagen. Man prüfe, ob Mitarbeiter möglicherweise den Auftrag für die Motorsteuerung der 1,6-Liter-Ausgabe des späteren Skandal-Dieselmotors EA 189 in dem Wissen annahmen, dass VW damit betrügerische Absichten verfolgte. Darüber hinaus soll das Unternehmen von 2010 bis 2020 seine Aufsichtspflicht im Zusammenhang mit der Lieferung von Motorsteuerungsgeräten an den damaligen PSA-Konzern verletzt haben.
Im November 2021 wurde bekannt, dass die Staatsanwaltschaft gegen die ehemaligen Vorstandschefs Elmar Degenhart und Karl-Thomas Neumann sowie das Vorstandsmitglied Wolfgang Schäfer wegen Beihilfe zum Betrug ermittelt. Schäfer wurde daraufhin am 17. November 2021 seines Postens enthoben; er war seit 2010 für Finanzen, Controlling und die Einhaltung rechtlicher Standards zuständig gewesen. Als Grund für die sofortige Entlassung nannte Continental „Defizite bei der andauernden Aufklärung“ einer möglichen Beteiligung an den illegalen Manipulationen.
Im Dezember 2022 wurde bekannt, dass die Staatsanwaltschaft Frankfurt ein Bußgeld in Höhe von 3,5 Mio. Euro wegen „fahrlässiger Luftverunreinigung“ verhängen werde.

## Information und Werbung
In der Zwischenkriegszeit baute das Unternehmen seine Werbemaßnahmen umfassend aus. Für die ab 1913 erschienene Werkszeitung Echo-Continental konnten Anfang der 1920er Jahre kreative und renommierte Gestalter und Redakteure gewonnen werden, u. a. der Schriftsteller Erich Maria Remarque. Berichte vom Rad- und Rennsport sowie Reiseberichte boten mit zahlreichen Bildern Informationen und Unterhaltung. Einen breiten Raum nahm die Vermittlung von Kenntnissen über die Reifen, ihre Pflege und die Schadensvorkehrungen ein. Darüber hinaus gab es im „Echo-Continental“ diverse Comics und Bildergeschichten. So führte der Zeichner Otto Schendel die Figur des „Herrn Conti“, eines Zigarre rauchenden Reifens mit Gesicht, Armen und Beinen, ein.
Die Zeitschrift wurde auch an registrierte Kunden kostenlos abgegeben, die übrigen für 20 Pfennig verkauft. Sie erreichte Auflagen um 100.000 Stück. Die Zeitschrift wurde 1939 eingestellt, es folgten allerdings noch zwei Ausgaben im Jahr 1941.
Für die steigende Zahl der Kraftfahrer wurde das „Continental-Handbuch für Automobilisten und Motorradfahrer“ mit Stadtplänen, Gasthofverzeichnissen und Sehenswürdigkeiten zusammen mit Adressen von Reifenhändlern und Reparaturwerkstätten herausgegeben. Dieses später als „Conti-Atlas“ bekannte Nachschlagewerk erschien seit 1909 und erreichte 1971 die 38. Auflage.